# Weltausstellung 1873
Die Weltausstellung 1873 fand vom 1. Mai bis zum 2. November 1873 in Wien statt. Sie war die fünfte Weltausstellung und die erste im deutschsprachigen Raum.
Sie sollte das wieder gewachsene Selbstbewusstsein Österreichs nach den verlorenen Kriegen gegen Piemont/Frankreich (1859) und Preußen (1866) präsentieren. Das Projekt wurde sowohl von liberalen Politikern unter dem Wiener Bürgermeister Cajetan Felder als auch von Vertretern der österreichischen Wirtschaft und Landwirtschaft unterstützt. Im offiziellen Programm wurde verlautbart, dass die internationale Ausstellung das Kulturleben der Gegenwart und das Gesamtgebiet der Volkswirtschaft darstellen und deren weiteren Fortschritt fördern soll.

## Planung

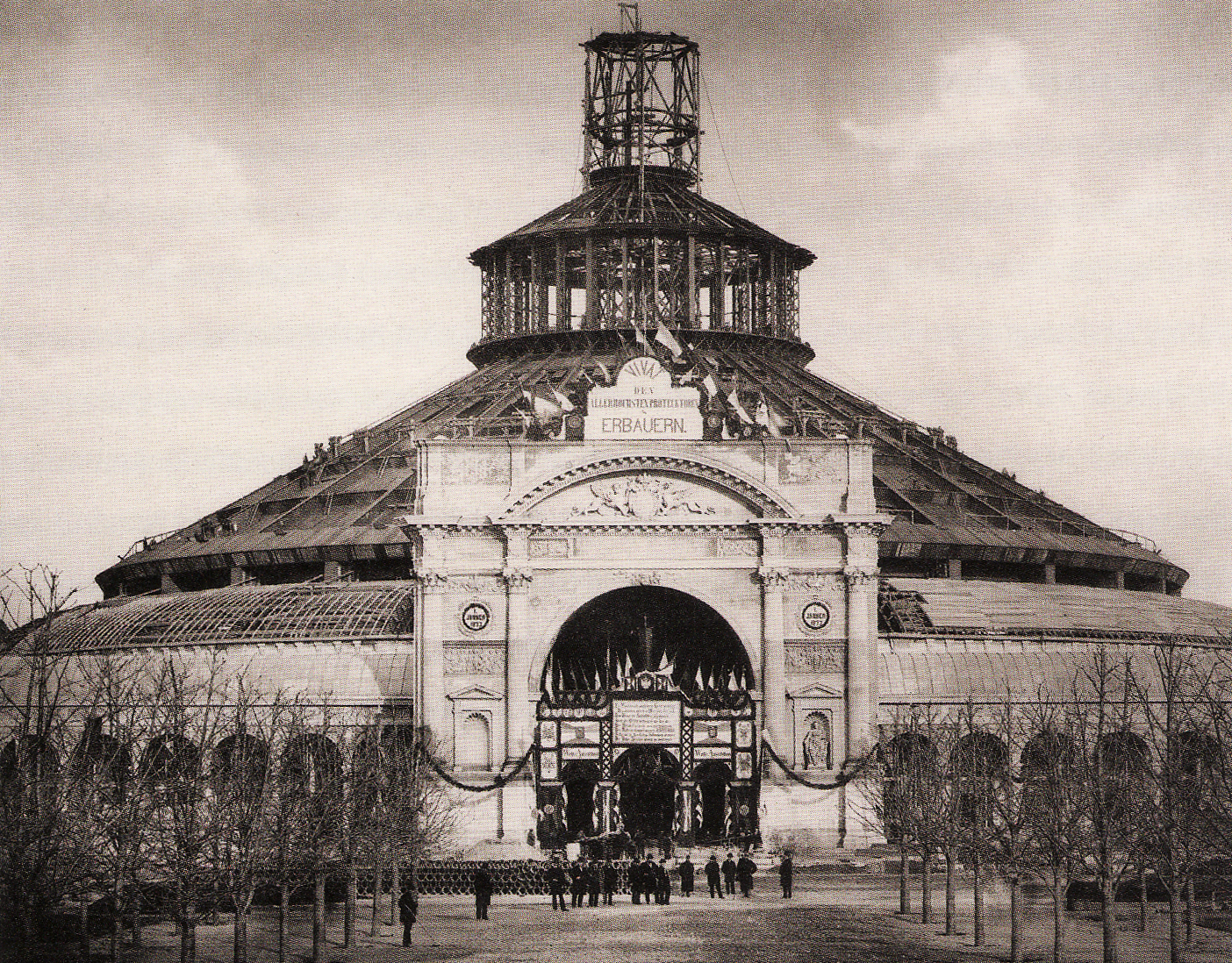
Rotunde und Hauptportal mit der Gleichendekoration, Jänner 1873

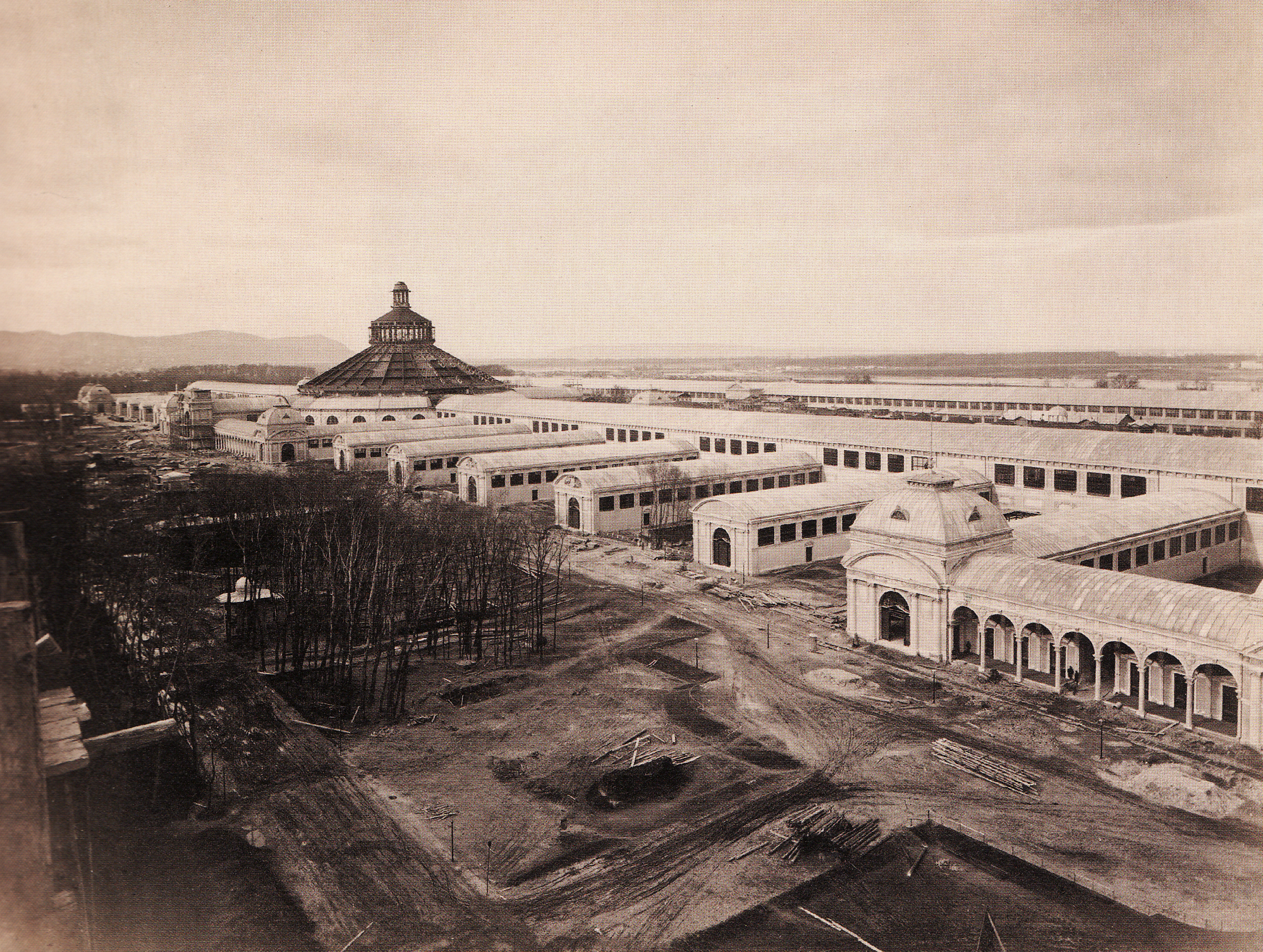
Das Gelände am 7. März 1873

Bereits im Jahr 1857 wurden Publikationen veröffentlicht, die sich für die Durchführung einer Industrieausstellung zur Förderung der Wirtschaft, zur Erschließung neuer Handelsmärkte und zum Aufbau von Handelsbeziehungen aussprachen. Seit 1862 nahmen der Niederösterreichische Gewerbeverein und die Niederösterreichische Handels- und Gewerbekammer an der Diskussion teil. Aussteller, die bereits Erfolge vorweisen konnten, betonten den ungeheuren Nutzen solch einer Veranstaltung. Kaiserliche Entschließungen zur Abhaltung einer Weltausstellung wurden in den Jahren 1866 und 1868 veröffentlicht, gingen jedoch durch die Wirren des Kriegsjahres 1866 und das Bekanntwerden der Planung der Pariser Weltausstellung 1867 unter. Mit dem wirtschaftlichen Aufschwung wurde auch die Weltausstellungsidee 1867 wieder aufgenommen.
Einen entscheidenden Beitrag dazu leistete der Industrielle Franz von Wertheim, damals Präsident der Niederösterreichischen Handels- und Gewerbekammer und des Niederösterreichischen Gewerbevereins. Wertheim veröffentlichte einen Aufruf zur Abhaltung einer Weltausstellung in der „Wochenschrift des Niederösterreichischen Gewerbe-Vereins“. Damit war wohl der Stein endgültig ins Rollen gekommen. 1869 wurde eine Kommission eingesetzt mit der Aufgabe, Vorschläge zu Organisation und Finanzierung zu liefern.
Da bis zum Frühjahr 1870 von der cisleithanischen Regierung (siehe Bürgerministerium und Ministerium Potocki) keine Zusage erfolgte, machte Wertheim mit dem Argument Druck, dass England bereits wieder an die Planung einer Weltausstellung denke. Es lagen auch bereits Anfragen von ausländischen Ausstellungskommissionen zur Bekanntgabe des Termins vor. Am 21. Mai 1870 stellte Handelsminister Sisinio de Pretis aus dem Ministerium Potocki endlich den Antrag zur Durchführung an den Kaiser.
Am 24. Mai 1870 unterschrieb Kaiser Franz Joseph I. den Erlass zur Abhaltung der Ausstellung. Erzherzog Karl Ludwig, Bruder des Kaisers, wurde zum Protektor und Erzherzog Rainer zum Präsidenten der Weltausstellung ernannt. Am 9. Jänner 1871 wurde der erfahrene Ausstellungsfachmann Wilhelm von Schwarz-Senborn als Generaldirektor eingesetzt. Dass er dabei uneingeschränkte Vollmachten erhielt, war seine Bedingung. Im Mai 1871 kam er dann von Paris nach Wien; zu diesem Zeitpunkt begannen die konkreten Planungen.
Am 21. Juli 1871 wurde ein vom Ministerium Hohenwart eingebrachter Gesetzentwurf zur Gewährung eines staatlichen Kredites in Höhe von 6 Millionen Gulden, der in beiden Häusern des Reichsrats angenommen worden war, vom Kaiser sanktioniert und in der Folge kundgemacht. Die Hälfte des Betrages war ein Staatszuschuss, die andere Hälfte wurde als unverzinslicher Vorschuss bezeichnet, für den im Wege der Privat-Subscription ein Garantiefonds von Industriellen und verschiedenen Gesellschaften die Garantie übernahm.
Mit 1. August 1871 eröffnete Schwarz-Senborn ein Büro im Kleinschen Haus in der Praterstraße 42; die Straße war wichtigster Zubringer von der Altstadt zum Weltausstellungsgelände. Alle administrativen Angelegenheiten zur Weltausstellung liefen an dieser Adresse zusammen. Der Schriftsteller, Journalist und Gemeinderat Julius Hirsch, ein Vertrauter von Schwarz-Senborn, wurde zum Präsidialreferenten ernannt. Die Leitung der Kanzleidirektion übernahm der Sektionsrat im k.k. Handelsministerium Georg Thaa, mit der Redaktion der Officiellen Documente wurde der spätere Zentralgewerbeinspektor Franz Migerka beauftragt, die Leitung des offiziellen Katalogs übernahm C. Mack. Zur Unterstützung der Verwaltung stellte man Schwarz-Senborn eine kaiserliche Kommission an die Seite (Organisationsstatut vom 12. September 1871). Dieses halbamtliche Regierungsorgan diente zur Wahrnehmung spezieller exekutiver Aufgaben im Interesse der Öffentlichkeit.
Im Oktober 1872 war für die Bauarbeiten am Prater und sonstige Vorbereitungen die gesamte Summe aufgebraucht, und so wurde dem Ministerium Auersperg mit entsprechenden Parlamentsbeschlüssen, am 4. April 1873 vom Kaiser sanktioniert, ein zusätzlicher Kredit in Höhe von 9,7 Millionen Gulden bewilligt. Abweichend vom ursprünglichen Gesetz wurde nunmehr das Gesamtbudget von 15,7 Millionen Gulden im Gesetz als unverzinslicher Staatsvorschuß bezeichnet.
Aufgrund der ausufernden Budgetüberschreitung wurde Schwarz-Senborn im Juni 1873 ein Kontrollorgan an die Seite gestellt, das unter der Leitung von Josef Fierlinger, Sektionschef im k.k. Ministerium der Finanzen, stand. Dieser Administrationsrat hatte die Aufgabe, Einnahmen und Ausgaben zu kontrollieren. Zu diesem Zeitpunkt konnte ein Defizit nicht mehr verhindert werden, da alle Geschäfte bereits abgeschlossen waren.

## Ausstellungsgelände und Architektur

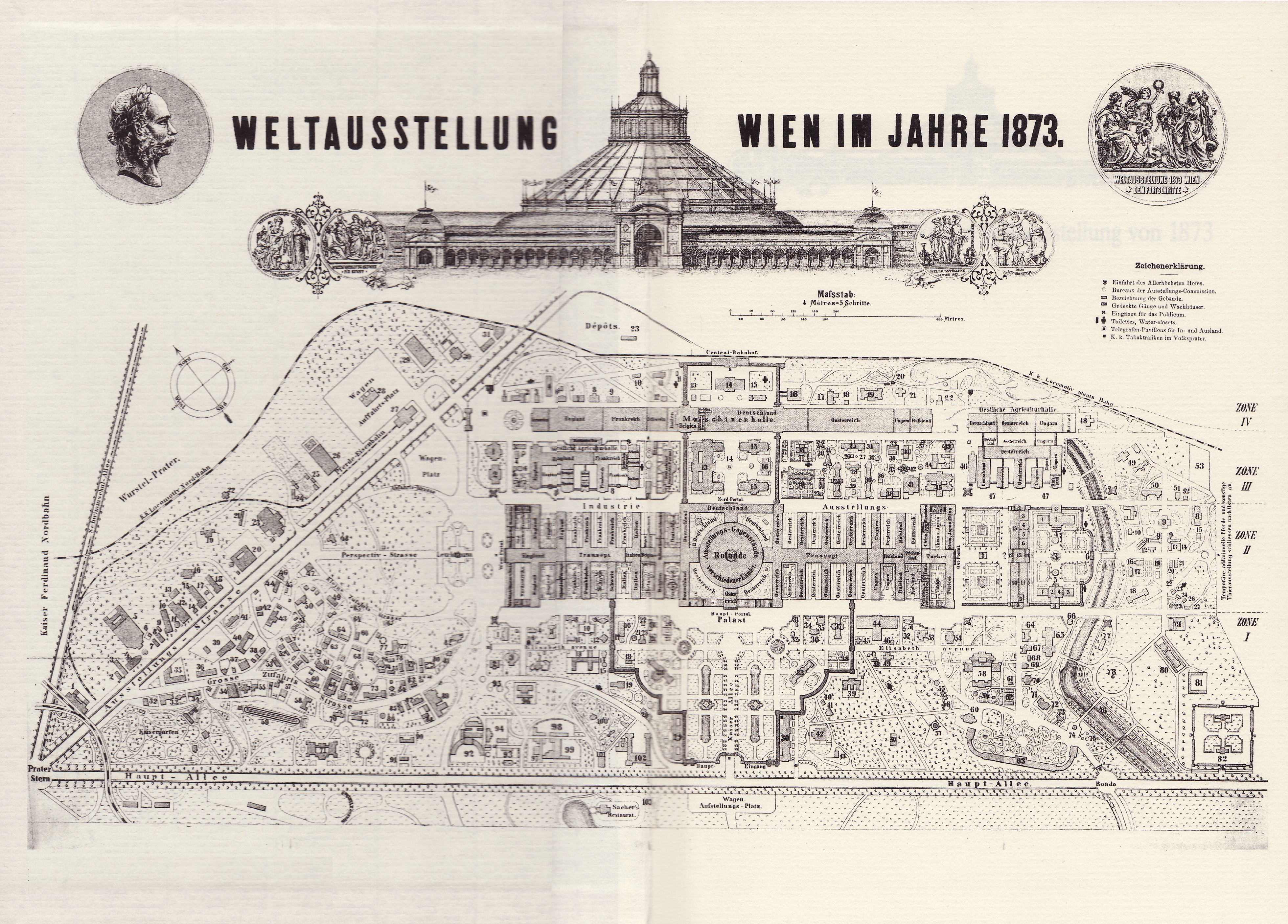
Geländeplan

Als Ausstellungsgelände wurde der Wiener Prater, das ehemalige kaiserliche Jagdrevier, das Kaiser Josef II. bereits 1766 der Wiener Bevölkerung als Erholungsgebiet geschenkt hatte, ausgewählt. Dieses Areal hatte eine Gesamtfläche von etwa 233 Hektar, wovon 16 Hektar bebaut wurden. Die Fläche war etwa fünfmal so groß wie das Gelände des Champ de Mars in Paris, wo die vorhergehende Weltausstellung stattgefunden hatte.
Begrenzt wurde das Ausstellungsgelände im Südwesten durch die Prater-Hauptallee, im Nordwesten lagen der Praterstern und der ehemalige Nordbahnhof. Im Südosten wurde das Gelände durch die Auenniederungen und im Nordosten durch die erst 1870 fertiggestellte regulierte Donau begrenzt.
Die architektonische Leitung lag in den Händen von Carl von Hasenauer, der das Projekt unter anderem mit den Architekten Gustav von Korompay und Gustav Gugitz realisierte.
Teil des Anlagekonzepts neben seinen zahlreichen Pavillons waren die Grünanlagen mit ihren Ruhezonen, Wasserspielen und Baumgruppen. Tausende von „Gasflammen“ waren in dem Ausstellungsgelände verteilt und sorgten für eine fulminante Ausleuchtung des Geländes.
Für die Fassadengestaltung der größten Hallen wurden historistische Stilformen verwendet, die das aus einer Stahl-Eisen-Konstruktion bestehende Traggerüst ummantelten. Entgegen der typischen Bauweise von Ausstellungsbauten in der zweiten Hälfte des 19. Jahrhunderts, Gerüste in Glas-Eisen-Konstruktionen gestalterisch zu nutzen, erschien den Wiener Bauherren Eisen als künstlerisches Ausdrucksmittel ungeeignet. Die Rotunde und der Industriepalast sind die populärsten Beispiele. Die Rotunde ist als das Wahrzeichen der Weltausstellung in die Geschichte eingegangen. Der Industriepalast war mit vier Toren ausgestattet, wobei das Südportal mit der imposanten Skulpturendekoration am auffälligsten war.
Ebenso vertreten waren der Schweizerhaus- bzw. Tirolerhausstil, eine Untergruppe des Heimatstils. Im „Internationalen Dorf“ wurden landestypische Bauernhäuser aufgestellt. Gezeigt wurden hier unter anderem ein Vorarlberger Bauernhaus, zwei Häuser aus Siebenbürgen, ein Gedeler Haus sowie Wohnbaubeispiele aus Kroatien, Rumänien, Russland, Galizien und dem Elsass. Beispiele von bürgerlichen Wohnhäusern mit Inneneinrichtung aus Österreich, Holland und Norwegen sowie eine afrikanische Hütte und der prunkvolle Palast des Vizekönigs von Ägypten wurden ebenfalls präsentiert.
Das Areal bestand aus insgesamt 194 einzelnen Pavillons mit einer Vielzahl von internationalen Baustilen.

### Bedeutende Bauwerke (Auswahl)
- Rotunde: Wahrzeichen der Weltausstellung
- Industriepalast: nach ursprünglichen Plänen der Architekten Eduard van der Nüll und August Sicard von Sicardsburg
- Maschinenhalle: Länge 800 Meter, Ausstellungsfläche 40.000 m²
- Kunsthalle
- Nachbildung des Osmanischen Ahmed-Brunnens aus Konstantinopel
- Landwirtschaftliche Maschinenhalle
- Kaiserpavillon
- Pavillon des Österreichischen Lloyds
- St. Marxer Pavillon
- Pavillon der „Neuen Freien Presse“
- Pavillon des Cercle Oriental
- Nördlicher und Südlicher Pavillon für Kunst
- Pavillon der Donau-Dampfschiffahrts-Gesellschaft
- Persisches Haus

- Ägyptische Baugruppe samt Moschee und Minarett
- Pavillon der Additiven Ausstellung
- Pavillon der Kärntner Montan-Industrie
- Pavillons der Eisenbahngesellschaften
- Agricultur-Hallen West und Ost

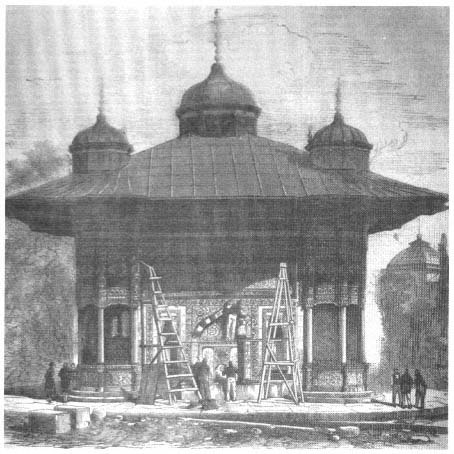
Kopie des Osmanischen Ahmed-Brunnens
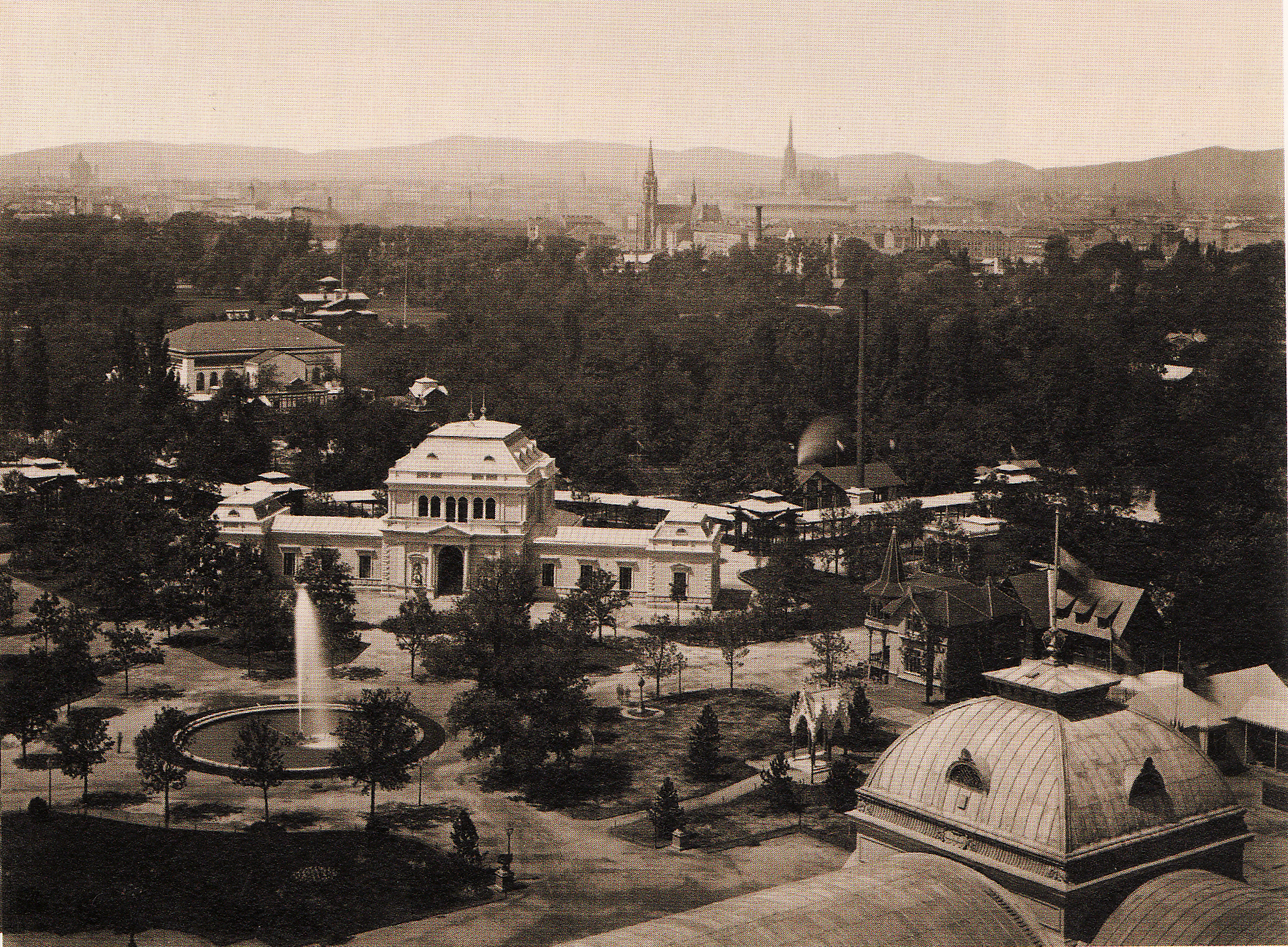
Gelände von der Rotunde aus, 1873
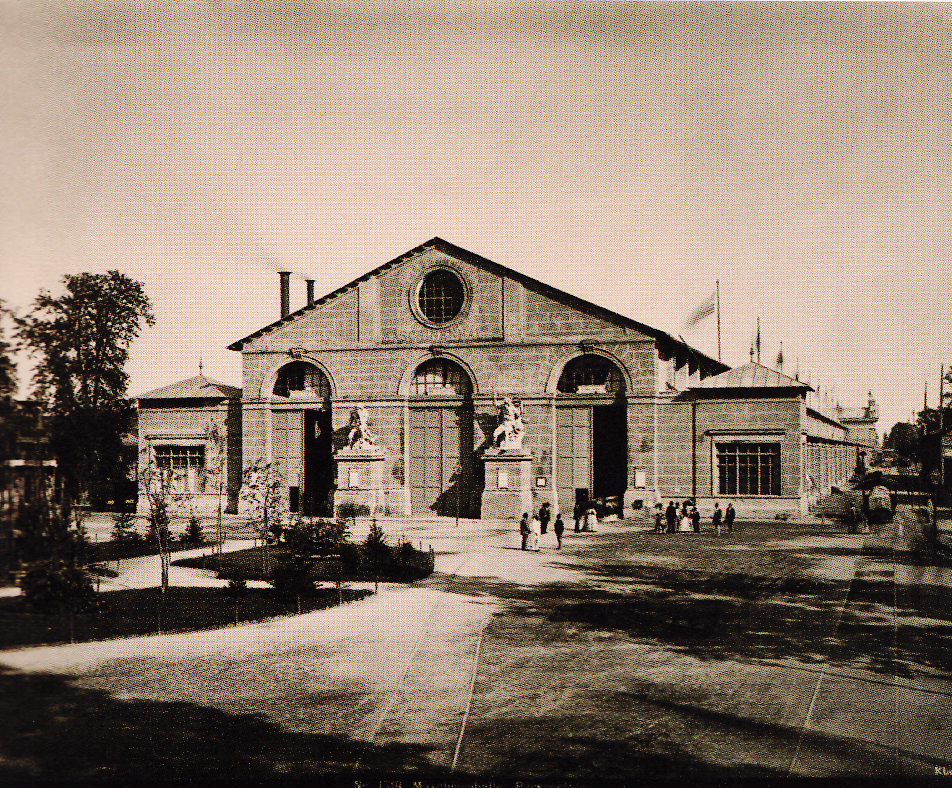
Die Maschinenhalle
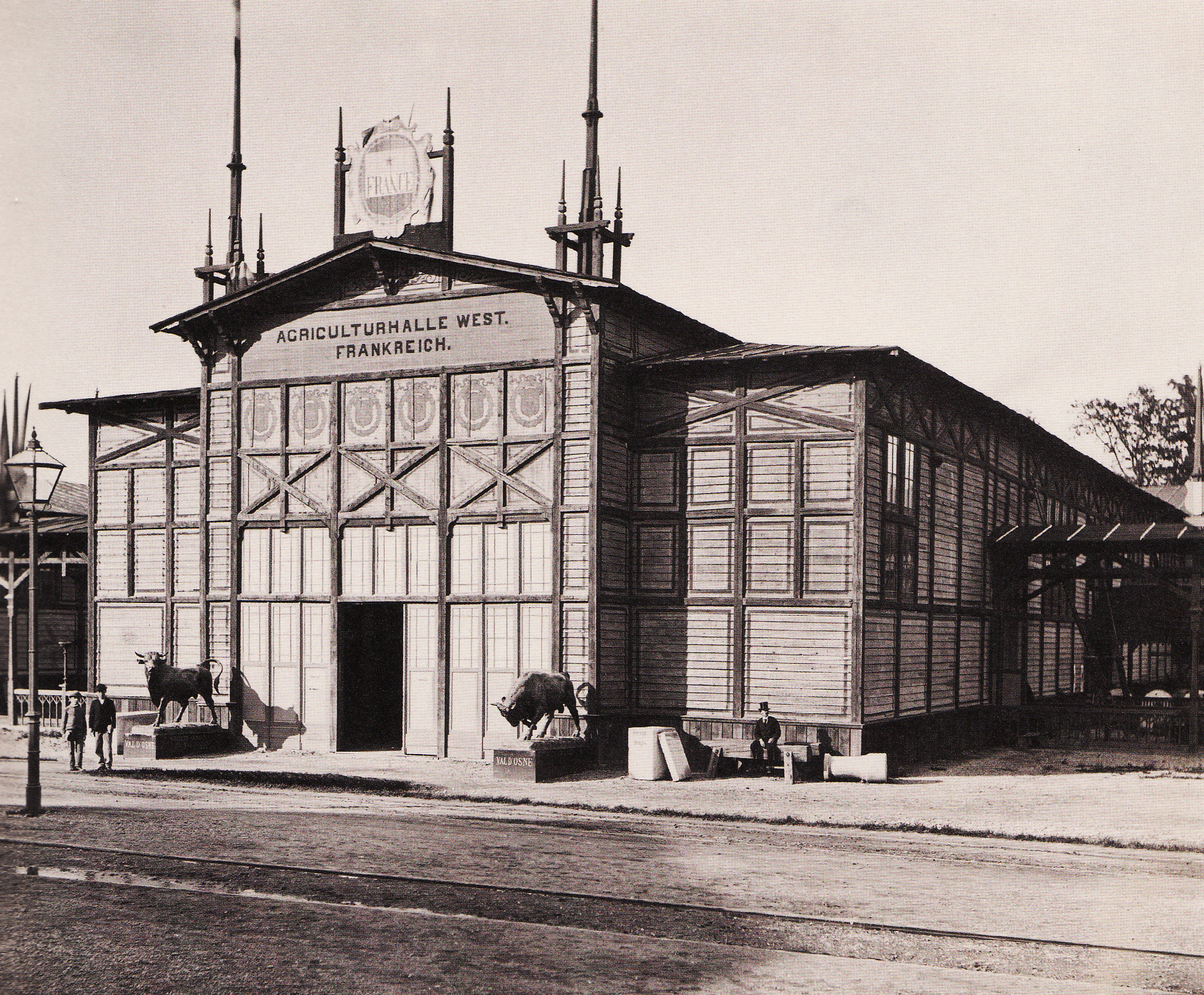
Agriculturhalle West
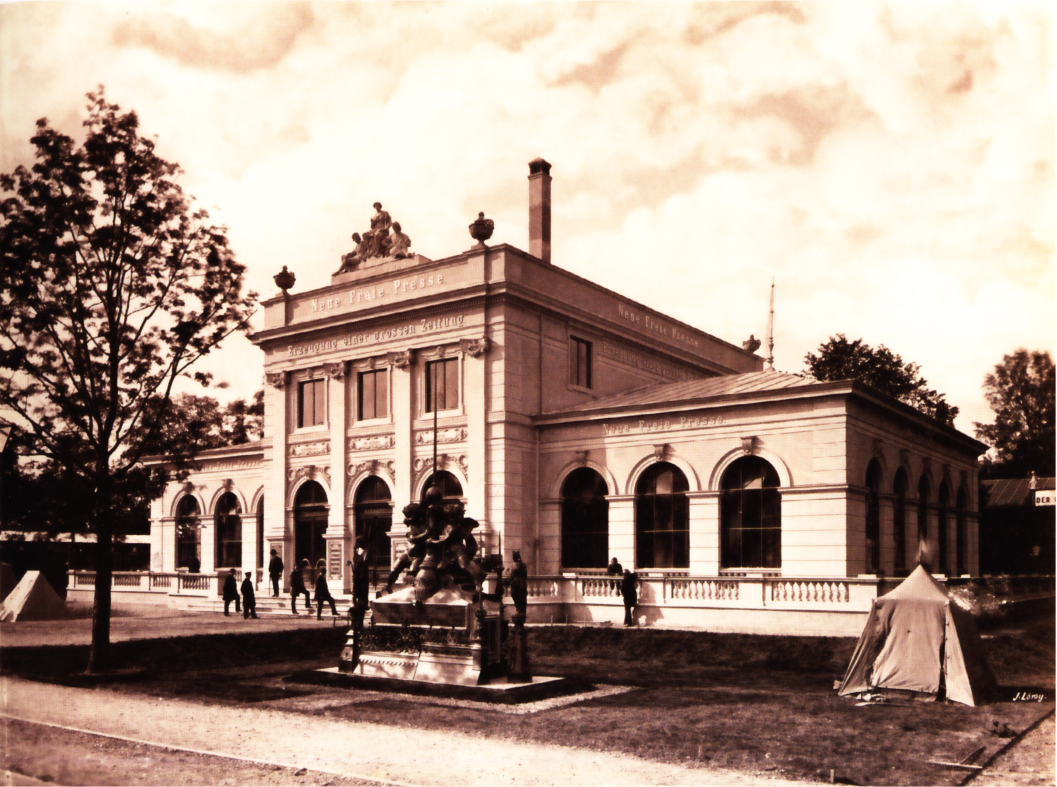
Pavillon der Tageszeitung Neue Freie Presse
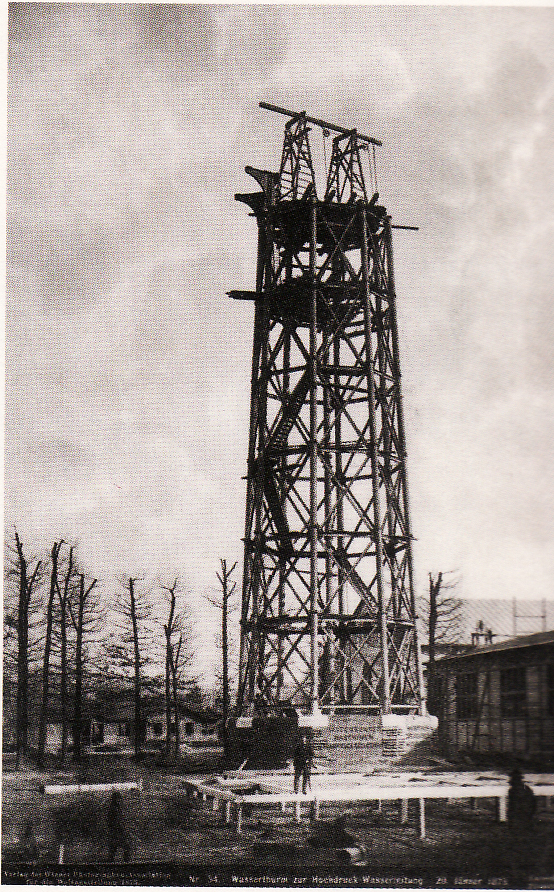
Wasserturm zum Hochdruck-Wasserwerk
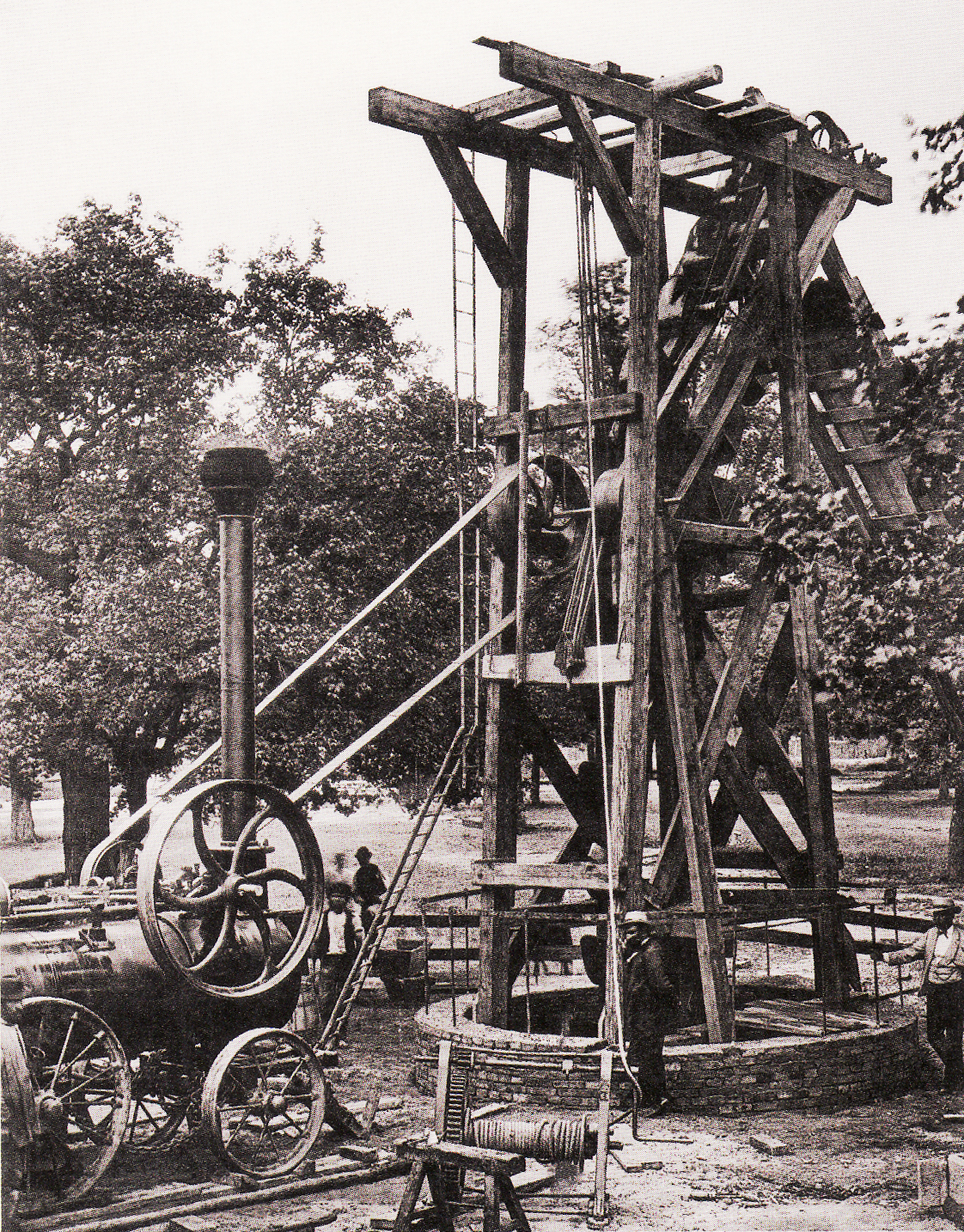
Gemauerter Senkbrunnen
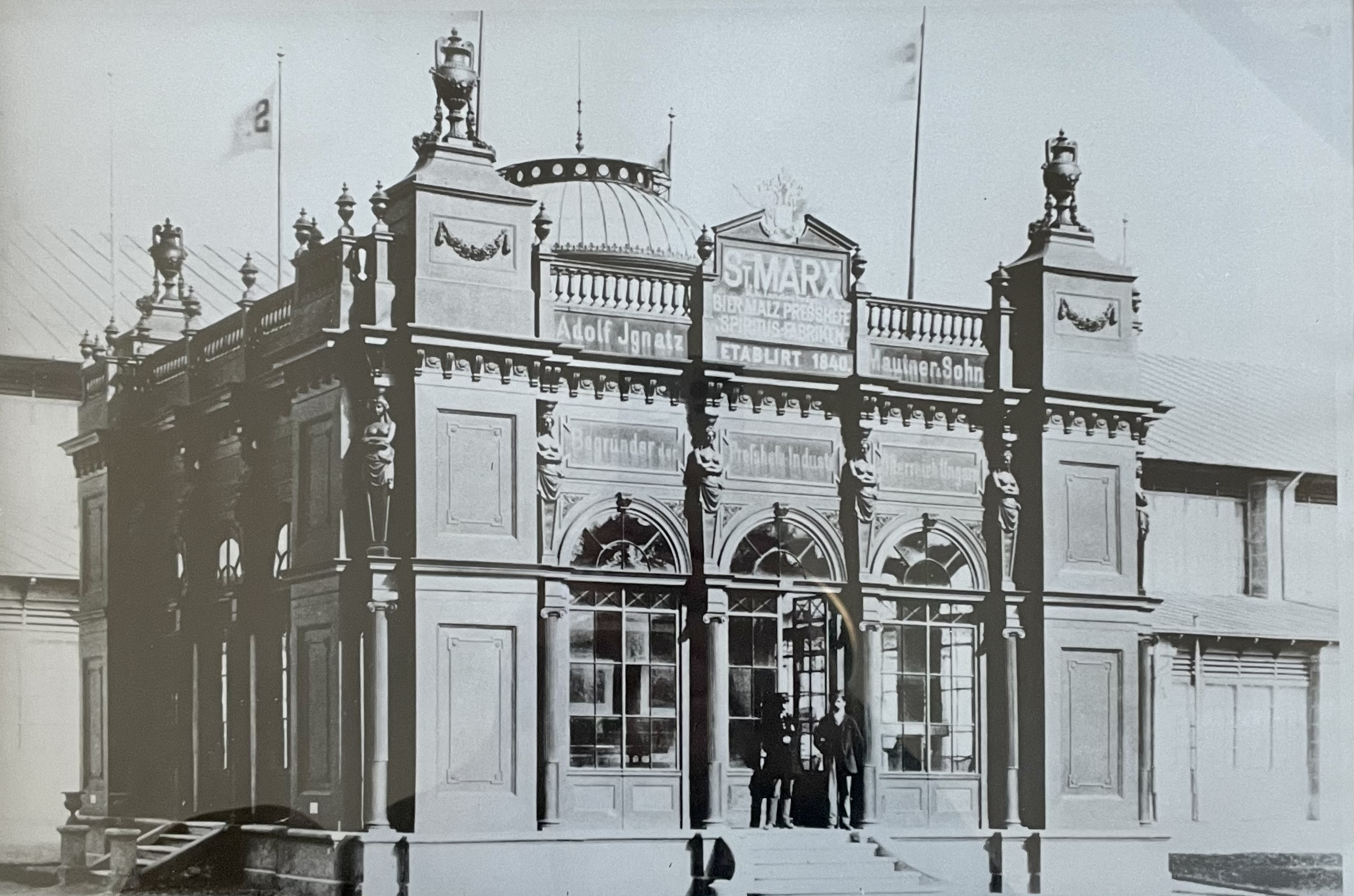
St. Marxer Pavillon

### Infrastruktur im Weltausstellungsgelände
Die logistische Abwicklung des Ausstellungsaufbaus erfolgte nach dem modernsten Stand der Technik. Unter der Leitung von Chefingenieur Wilhelm von Engerth sorgten eine Bau-Abteilung, eine Maschinen-Abteilung sowie eine administrative und technische Rechnungs-Abteilung für die Planung und Durchführung der Arbeit. So waren z. B. für die Maschinenhalle 27 Einheiten Transmissionsgerüst mit 794 Metern Wellenlänge und mehreren Dampfmaschinen erforderlich sowie acht Kesselhäuser, die halb ins Souterrain versenkt waren, um eine ungestörte Beaufsichtigung zu ermöglichen.
Hohe Anforderungen mussten die Wasserleitungsanlagen erfüllen. Neben Nutz- und Trinkwasser für Restaurants und sanitäre Anlagen wurde auch Wasser für die Pflege der Gartenanlagen und Reinigung der Ausstellungshallen benötigt. Es musste auch Wasser zur Brandbekämpfung bereitstehen. Drei Wasserwerke wurden errichtet: ein Hochdruck-Wasserwerk mit eigenem Wasserturm, ein Niederdruck-Wasserwerk für die Maschinenhalle und ein Reserve-Hochdruck- und Fontainen-Wasserwerk, das mit einem Windkessel betrieben wurde. Je nach Bedarf konnten diese untereinander verbunden werden. Die ursprünglich geplante Dimension des Hochdruck-Wasserwerkes wurde bald nach Eröffnung erweitert, da der Wasserverbrauch einiger auf der Ausstellung gezeigter Maschinen höher als erwartet war. Beispielsweise benötigte man für die auf Endlospapier gedruckte Sonderbeilage der Internationalen Ausstellungszeitung eine Wassermenge von „3- bis 4000 Cubikfuss stündlich“. Zur Brandbekämpfung wurden 100 „Feuerwechsler“ in den Hallen sowie 160 Hydranten im Außenbereich montiert.
Die sanitären Einrichtungen wurden von dem Unternehmen John Lennings in London installiert. Mit diesen patentierten englischen „Wasser-Closets“ (WC) verfügte das Gelände über einen Standard, der damals sonst nur Privilegierten zur Verfügung stand. Erst um 1885 wurde diese Einrichtung bei Neubauten in Wien zur Norm.
Vom Nordbahnhof aus wurde eine Verbindungsbahn zum Ausstellungsbahnhof gebaut, der hinter der Maschinenhalle positioniert war. Diese Verbindung erfüllte logistische Anforderungen für den Transport der Baumaterialien ins Ausstellungsgelände.
Im August 1872 ist die Zahl von 5.000 Arbeitskräften dokumentiert, die allein für den Bau der Ausstellungsgebäude zuständig waren. Für diese wurden von der Gemeindeverwaltung eigene Massenquartiere mit insgesamt 3.377 Schlafstellen errichtet.

## Die Eröffnung

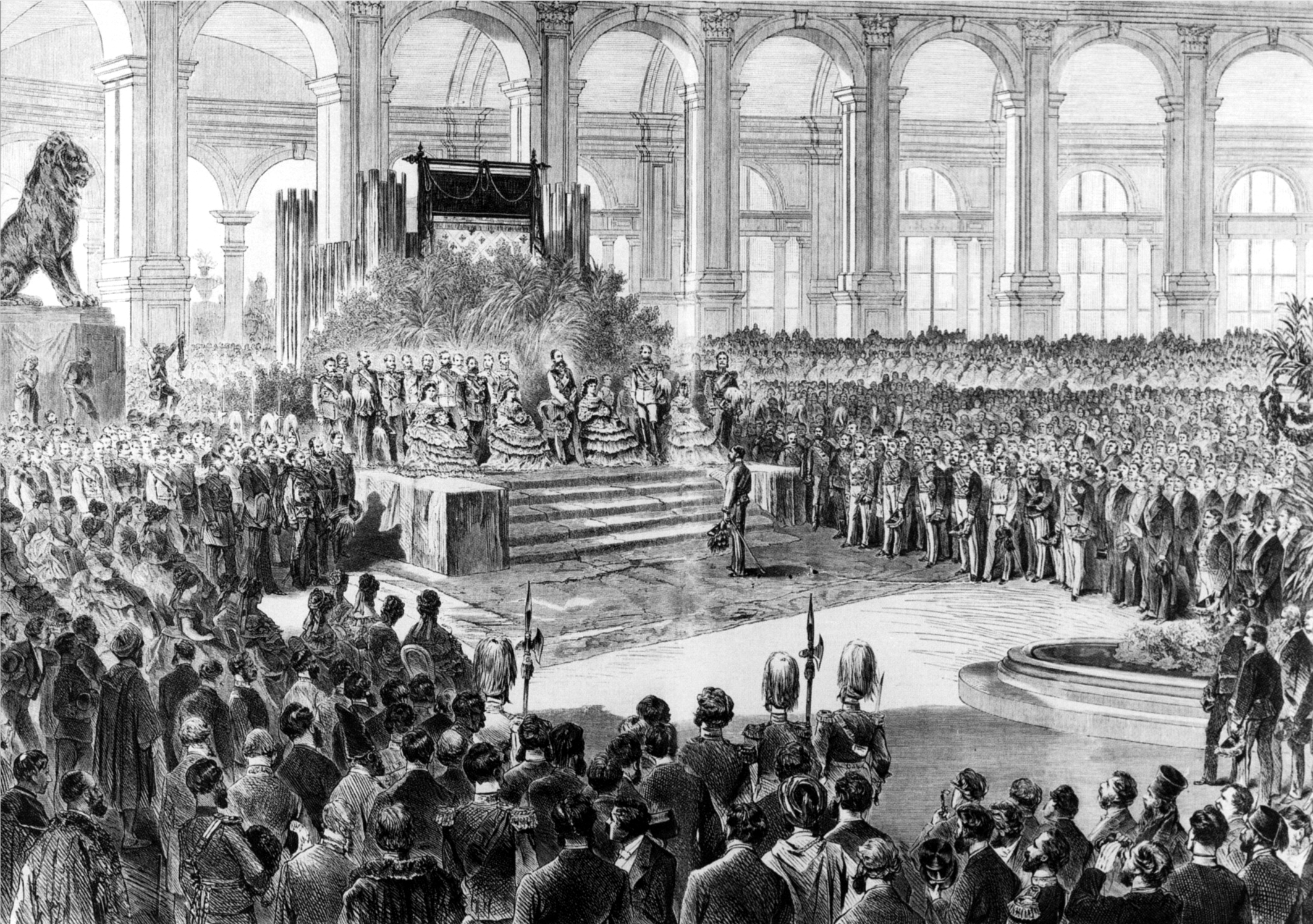
Die Eröffnungszeremonie. Holzstich nach einer Zeichnung Vinzenz Katzlers (1873)

Die spektakuläre Eröffnungszeremonie wurde in Anwesenheit zahlreicher Repräsentanten von Politik und Industrie in der Rotunde der Industriehalle abgehalten. Erzherzog Karl Ludwig überreichte Kaiser Franz Joseph I. den noch unvollständigen Eröffnungskatalog und hielt eine Ansprache. Diese erwiderte der Kaiser und eröffnete die Ausstellung mit folgenden Worten:
Mit lebhafter Befriedigung sehe ich die Vollendung eines Unternehmens, dessen Wichtigkeit und Bedeutung ich in vollstem Maße würdige. Mein Vertrauen in den Patriotismus und die Leistungsfähigkeit meiner Völker, in die Sympathien und Unterstützung der uns befreundeten Nationen hat die Entwicklung des großen Werkes begleitet. Mein kaiserliches Wohlwollen und meine dankbare Anerkennung sind seiner Vollendung gewidmet. Hiermit erkläre ich die Weltausstellung für eröffnet.

## Ausstellungsprofil

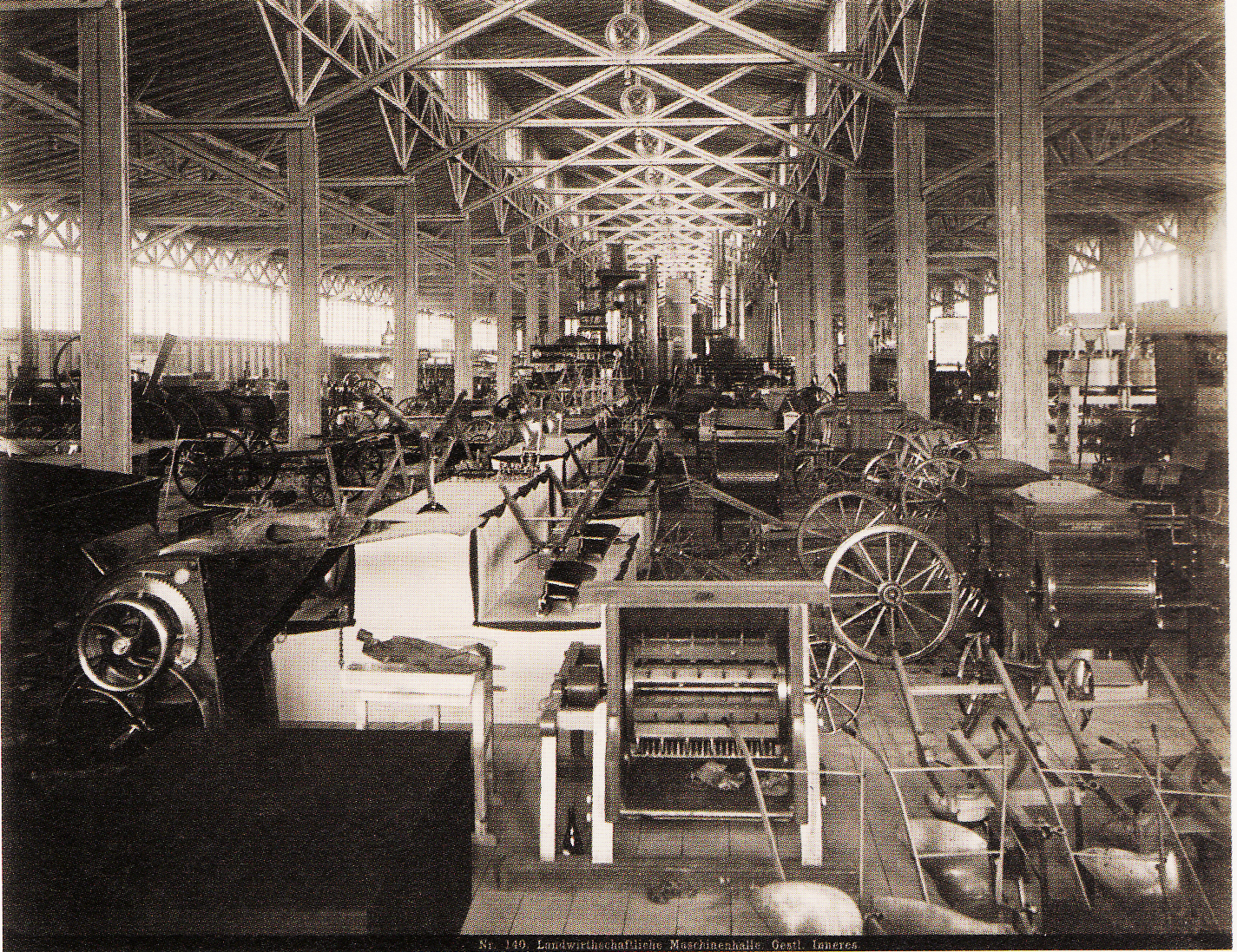
Landwirtschaftliche Maschinenhalle

Die Ausstellung war sowohl Schauplatz für betriebswirtschaftliche Anliegen wie Präsentation technischer Entwicklungen und Erfindungen, Umsatzsteigerung oder Knüpfen internationaler Kontakte, als auch Bühne zur Förderung der geistigen Kultur und Kulturgeschichte. Durch Wissensvermittlung und Emotionalisierung bei der Darstellung von internationalen kulturellen Begebenheiten sollte die Heimat der ausgestellten Produkte nähergebracht werden. Die Themen Industrie, Maschinen, Landwirtschaft und Kunst waren aufgrund der Fülle der Ausstellungsobjekte räumlich getrennt.
Die österreichische Ausstellung war in 26 Gruppen und 174 Sektionen gegliedert. Neben den Produkten des Industriezeitalters waren das Kunstgewerbe und die Landwirtschaft mit einem breit gefächerten Angebot vertreten. Internationale Beachtung fand der österreichische Beitrag „Bildungswesen“ mit seinen sozialen Aspekten. Ebenso inszeniert wurden kulturelle Manifestationen, Lebenswelten, Essen, Ausstattung und Architektur der ausstellenden Länder.
Die „Additionelle Ausstellung“ widmete sich dem technikhistorischen Rückblick über die Geschichte der Arbeit und der Erfindungen von 1750 bis 1873 aus rein österreichischer Perspektive. Der Ausstellungsfachmann Wilhelm Exner trug dafür in einer Rekordzeit von acht Monaten österreichweit aus öffentlichen und privaten Sammlungen zahlreiche Exponate zusammen. Im Pavillon der Additionellen Ausstellung befand sich auch die „Ausstellung über Frauen-Arbeit“, die vom Gewerbefachmann Franz Migerka initiiert wurde.
Auf der Weltausstellung fanden auch 16 internationale Fachkongresse statt.
Gliederung des Ausstellungsprogrammes in Gruppen
| 1. Bergbau- und Hüttenwesen 2. Land- und Forstwirtschaft, Wein- und Obstbau und Gartenbau 3. Chemische Industrie 4. Nahrungs- und Genussmittel als Erzeugung der Industrie 5. Textil- und Bekleidungsindustrie 6. Leder- und Kautschukindustrie 7. Metallindustrie 8. Holzindustrie 9. Stein-, Ton- und Glaswaren 10. Kurzwarenindustrie 11. Papierindustrie 12. Graphische Künste und gewerbliches Zeichnen 13. Maschinenwesen und Transportmittel | 1. Wissenschaftliche Instrumente 2. Musikalische Instrumente 3. Heereswesen 4. Marinewesen 5. Bau- und Zivilingenieurwesen 6. Das bürgerliche Wohnhaus mit Inneneinrichtung 7. Das Bauernhaus mit Einrichtung und Geräten 8. Nationale Hausindustrie 9. Darstellung der Wirksamkeit der Museen für Kunstgewerbe 10. Kirchliche Kunst 11. Objekte der Kunst und Kunstgewerbe früherer Zeiten 12. Bildende Kunst der Gegenwart 13. Erziehungs-, Unterrichts- und Bildungswesen |

## Aussteller und Besucher
| Kosten – Eintrittskarten                  |            |
| Montag bis Freitag                        | 1 Gulden   |
| Sonn- und Feiertag                        | 50 Kreuzer |
| Eröffnungstag und Tag der Preisverleihung | 25 Gulden  |
| Wochenkarte                               | 5 Gulden   |
| Saisonkarte für Herren                    | 100 Gulden |
| Saisonkarte für Damen                     | 50 Gulden  |

Katalog von J. & L. Lobmeyr zur Wiener Weltausstellung

Dass mehr als 35 Nationen für eine Beteiligung an der Weltausstellung gewonnen wurden, war eine wesentliche Voraussetzung für das Gelingen einer Weltausstellung. Ursache für die zahlreichen Zusagen waren sowohl die vielen Reisen der Erzherzöge Karl Ludwig und Rainer als auch der Ausstellungsmitarbeiter in den Orient sowie die exzellenten diplomatischen Kontakte Schwarz-Senborns.
Die westlichen Industrienationen stellten die Präsentation wirtschaftlicher und kultureller Güter in den Vordergrund, wobei die Kolonien jeweils gesondert ausgestellt wurden. Bei den östlichen Nationen stand das Präsentieren ihres Landes und die Kontaktsuche zu den westlichen Nationen im Vordergrund.
Etwa 53.000 Unternehmer beteiligten sich insgesamt an der Ausstellung, davon stammten etwa 9.000 aus Österreich-Ungarn. Unter den österreichischen Unternehmen befanden sich auch heute noch bekannte Industrielle wie F. M. Hämmerle, Ludwig Lobmeyr, Franz Wertheim und Thonet.
Das Deutsche Reich betrachtete die Wiener Weltausstellung als deutsche Veranstaltung und förderte die Teilnahme von 8000 deutschen Unternehmen mit einer finanziellen Unterstützung. Frankreich zierte sich vorerst aufgrund der Nachwirkungen vorangegangener militärischer Niederlagen, sagte jedoch schließlich zu und war mit knapp 5000 Ausstellern Nummer drei nach Österreich und dem Deutschen Reich.
Die britische Regierung versprach sich keinen Gewinn von neuen Absatzmärkten in Wien und hielt sich mit Unterstützungen zurück. Der Mitorganisator Lionel Nathaniel de Rothschild finanzierte daher die Ausstellung zusätzlich aus privaten Geldmitteln. Die übrigen europäischen Länder Belgien, Niederlande, Norwegen, Schweden, Dänemark, Spanien und Portugal waren schwach vertreten, da sie ebenfalls in Österreich einen schwachen Absatzmarkt sahen. Eine Voraussetzung an der Zusage der Vereinigten Staaten war die Klärung des Patentrechtes zum Schutze der Aussteller. Österreich schuf daher eine gesetzliche Grundlage, wonach die ausgestellten Exponate während der Ausstellungszeit vor Nachahmung geschützt wurden. Während der Ausstellung fand dann der Internationale Patentkongress statt, der eine nachhaltige Lösung bringen sollte. Die Meinung von Österreich als wenig ergiebigen Absatzmarkt vertraten grundsätzlich auch die Vereinigten Staaten, weshalb sich die Teilnahme auf wenige Verkaufsstücke beschränkte.
Russland steigerte seine Darbietung gegenüber vorherigen Weltausstellungen immens, da Zar Alexander II. wirtschaftliche Anliegen förderte. Die Länder des Orients und des Fernen Ostens zeigten neben lokaler Kunst ihre Landwirtschaft und Rohstoffe. Ägyptens Leistungsschau war vom persönlichen Interesse des Vizekönigs Ismael Pascha an der Weltausstellung geprägt. Seine finanzielle Unterstützung ermöglichte eine repräsentative Schau von Rohstoffen und Gebrauchsgegenstände sowie statistisches Material über Geografie und Wirtschaft, Lebens- und Wohnkultur der ägyptischen Nation. Die Teilnahme von Marokko und Tunesien wurde durch die Finanzierung von Privaten möglich gemacht. Persiens Ausstellung wurde von seinem Schah unterstützt. Wiener Unternehmen (unter anderem Franz von Wertheim) finanzierten dazu den Persischen Pavillon.
Das japanische Kaiserreich, eine aufstrebende wirtschaftliche Macht unter der Regierung der kaiserlichen Meiji-Periode, nutzte die Weltausstellung für seine ausgiebige Selbstdarstellung. In Tokio wurden bereits 1872 zwei Vorausstellungen als Bewährungsprobe gezeigt, in denen über 6000 japanische Exponate, die für die Wiener Weltausstellung ausgewählt waren, präsentiert wurden. Eigene Arbeiter errichteten im Gelände kleine Pavillons, künstliche Wasserläufe, Brücken, Hügel. Sogar eines der Nationalheiligtümer, der Tempel von Kyoto, wurde nachgebildet. Ein eigener Ausstellungskatalog wurde von den Japanern hergestellt. Dieser Bildband galt lange als die zuverlässigste Quelle zur Beurteilung der japanischen Verhältnisse im 19. Jahrhundert. 1872 wurde ein „Kunst- und Industriemuseum“ in Japan eröffnet, welches Exponate der Wiener Weltausstellung archiviert. Dieses Ausstellungshaus existiert heute noch als staatliche Einrichtung im Norden Tokios.
Das Kaiserreich Brasilien präsentierte eine Schau, deren akribische Vorbereitungsarbeiten bereits im Jahr 1868 begonnen wurden. Zur Weltausstellung erschien Wilhelm Theodor von Schieflers deutsche Übersetzung der geographischen Beschreibung Brasiliens des brasilianischen Schriftstellers Joaquim Manuel de Macedo. Sie wurde im Industriepalast ausgestellt.
Eine interessante und erwähnenswerte Position bezog der chinesische Hof bezüglich einer Teilnahme an der Weltausstellung. Der Kaiser lehnte eine offizielle Beteiligung mit dem Hinweis ab, wenig von der Idee des Wettbewerbes und der Schaustellung zu halten, vielmehr wäre er der Ansicht, dass der Handel Sache der „untergeordneten Stände“ wäre. Der Initiative des österreichischen Generalkonsul in Hongkong, Gustav Ritter von Overbeck ist eine Schaustellung chinesischer Waren, wie Tee, Seidenstoffe, Lackwaren oder Elfenbeinschnitzereien zu verdanken. Das Museum für Völkerkunde und das Museum für angewandte Kunst in Wien halten heute einige dieser Exponate zur Besichtigung bereit.

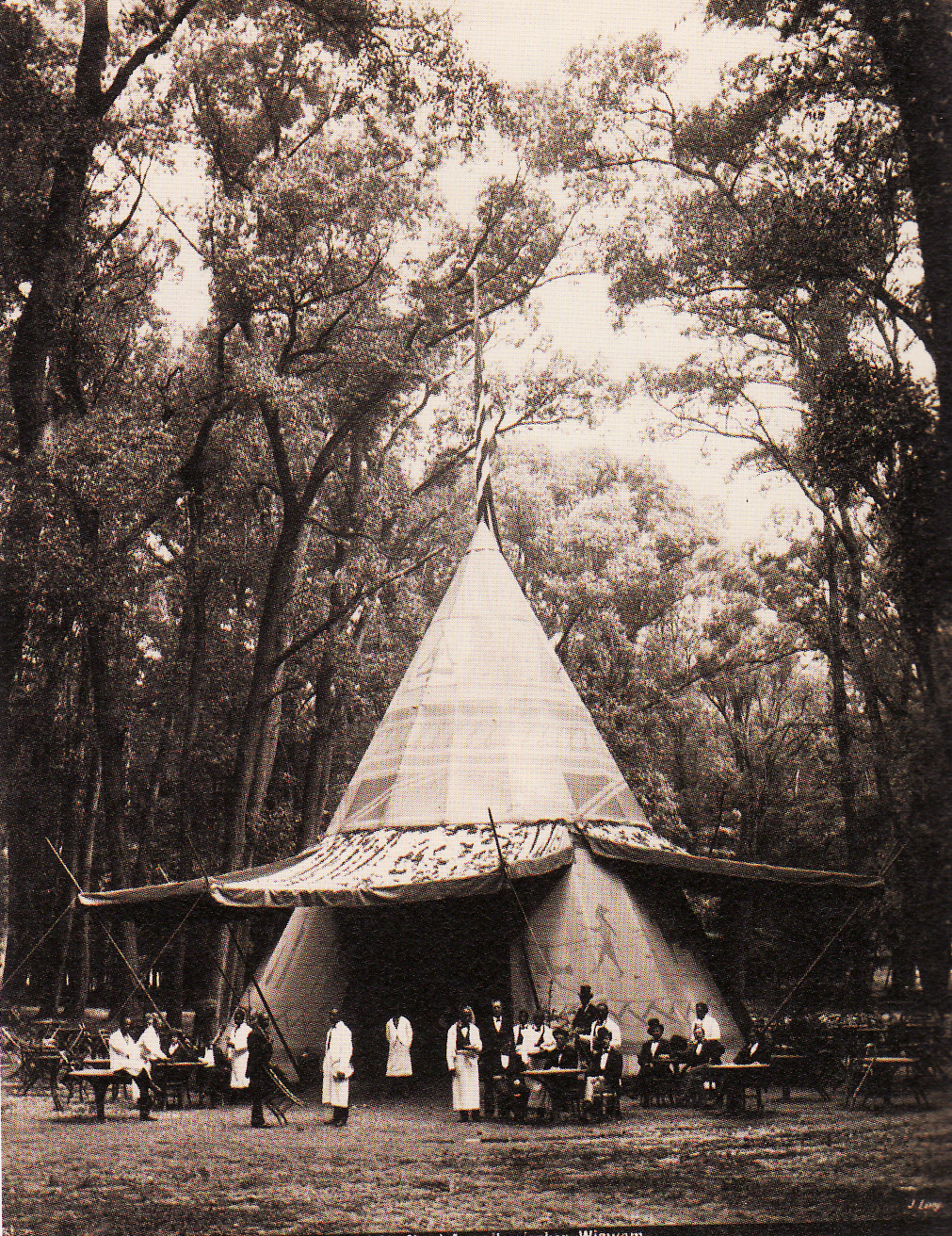
Nordamerikanischer Wigwam

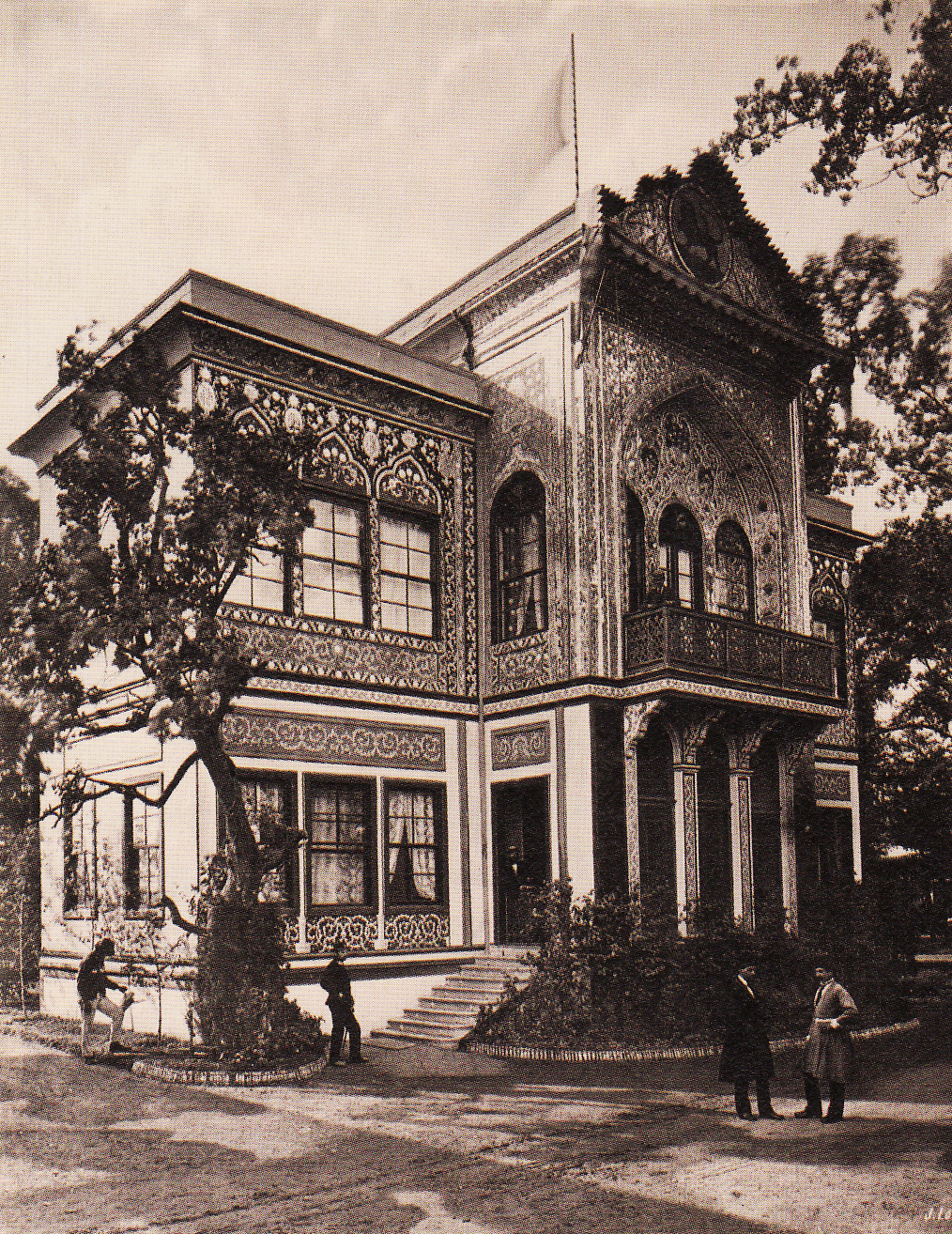
Persisches Haus

Liste der Ausstellerländer
- Japanisches Kaiserreich
- Chinesisches Kaiserreich
- Siam (Thailand)
- Persien (Iran)
- Türkei mit Besitzungen:

Vizekönigreich Ägypten, Tunesien, arabische Halbinsel
- Marokko
- Griechenland
- Rumänien
- Russland mit Besitzungen:

Kaukasus, Chiwa, Turkestan
- Vereinigte Staaten von Amerika
- Britisch-Nordamerika (Kanada)
- Hawaii (Sandwich-Inseln)
- England mit Besitzungen:

Britisch-Indien, Australien, Neuseeland, Ceylon, Bahama-Inseln, Kapland, Jamaika, Mauritius, Queensland, Trinidad, westafr. Besitzungen
- Frankreich mit Besitzungen:
  - Algerien, Tahite, Franz.-Indien, Franz.-Guayana, Neu-Kaledonien, Westafrika, Madagaskar, Martinique, Guadeloupe, Réunion, Senegal, Hinterindien (Cochinchina)
- Niederlande mit Besitzungen:

Niederländisch-Indien (heutiges Indonesien), Ndl.-Guayana
- Belgien
- Kaiserreich Brasilien
- Dänemark mit Besitzungen in Übersee
- Schweden

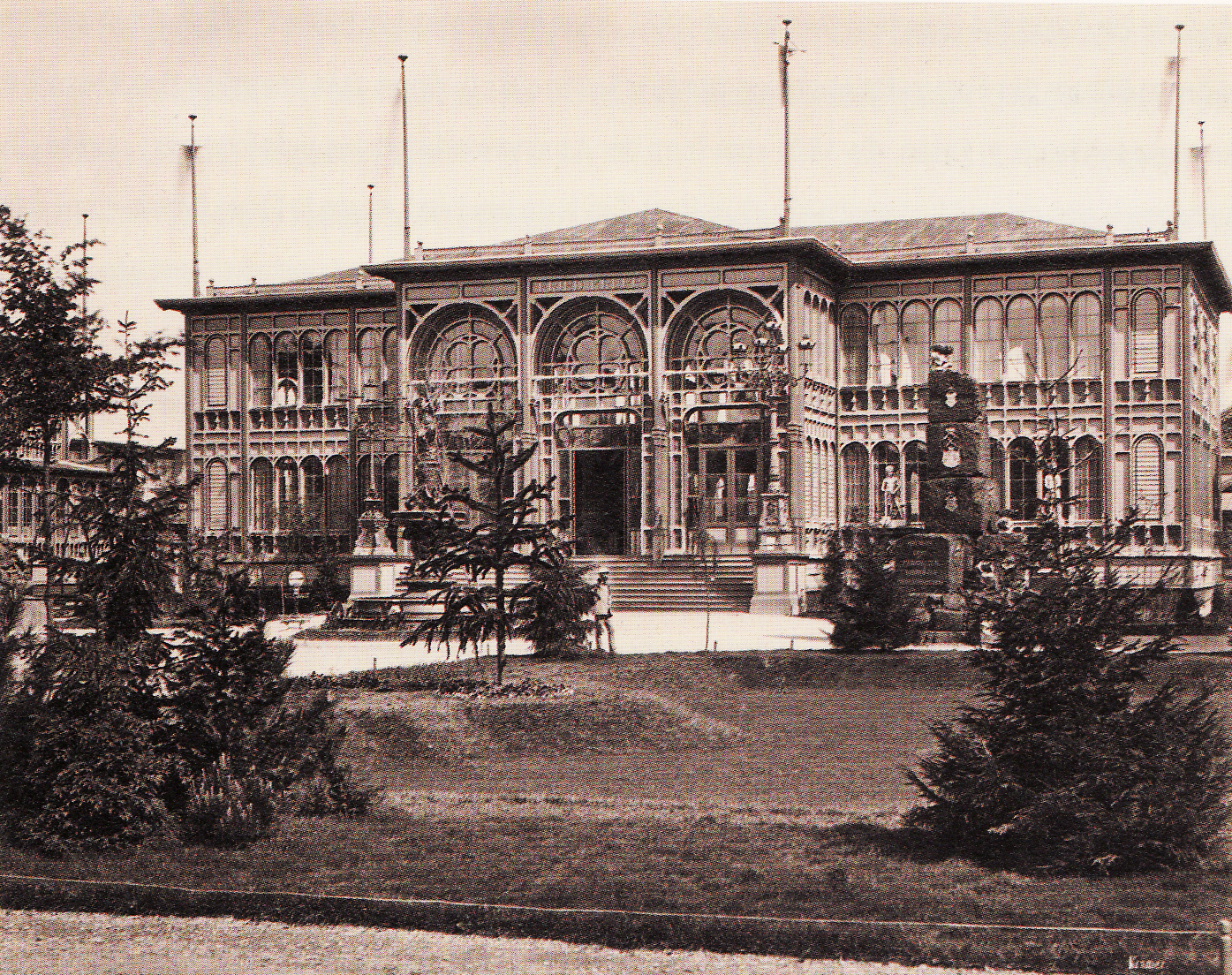
Deutscher Annex-Bau, Pavillon des Unternehmens Krupp

Der Industrielle Alfred Krupp aus Essen war eine hervorhebenswerte Persönlichkeit unter den Ausstellern. Er verstand es, die Weltausstellung für seine unternehmerische Selbstdarstellung zu nutzen. In einem eigenen Pavillon inszenierte der führende Stahlproduzent aus Deutschland seine Exponate. Mit einem überschmiedeten, 52.000 kg schweren Gussstahlblock übertraf Krupp alle ausgestellten metallurgischen Erzeugnisse. Er war einer der Verfechter der Idee eines Technischen Museums in Wien.
In der Eingangshalle der Rotunde war das österreichische Unternehmen Philipp Haas & Söhne vertreten. Mit ihren ausgestellten Möbelstoffen, Gobelins und Teppichen nach Entwürfen von Prof. Storck stellten sie den Höhepunkt der österreichischen Textilindustrie dar.
Die Ausstellung wurde eifrig von nationalen und internationalen Fachleuten besucht, die eine große Anzahl an gedruckten Publikationen zur Wiener Weltausstellung hinterlassen haben. Ein Teil davon lagert gegenwärtig im Archiv des Technischen Museum in Wien.
Das Ausstellungsgelände war ganztägig von 9.00 bis 19.00 Uhr geöffnet, ab dem 26. Juni sogar bis 22.00 Uhr.
Im gesamten Ausstellungsgelände waren Restaurants, Bierhallen und Caféhäuser verteilt. Eine Kuriosität war ein Indianerwigwam, der von zwei New Yorker Restaurantbesitzern in einem schattigen Teil des Geländes aufgestellt wurde. Schwarze, Indianer und Mischlinge servierten dort typisch amerikanische Drinks. In einem eigenen Musikpavillon sorgten Orchester für permanente Musikunterhaltung. Johann Strauss führte hier sein für die Weltausstellung komponiertes Werk, die „Rotunden-Quadrille“ auf.

## Auszeichnungen an die Aussteller
Der Mailänder Maler Bortolo Schermini, Anhänger der Kunstbewegung von Francesco Filippini, erhielt internationale Anerkennung für sein Werk L’Addio, Costume Lombardo.

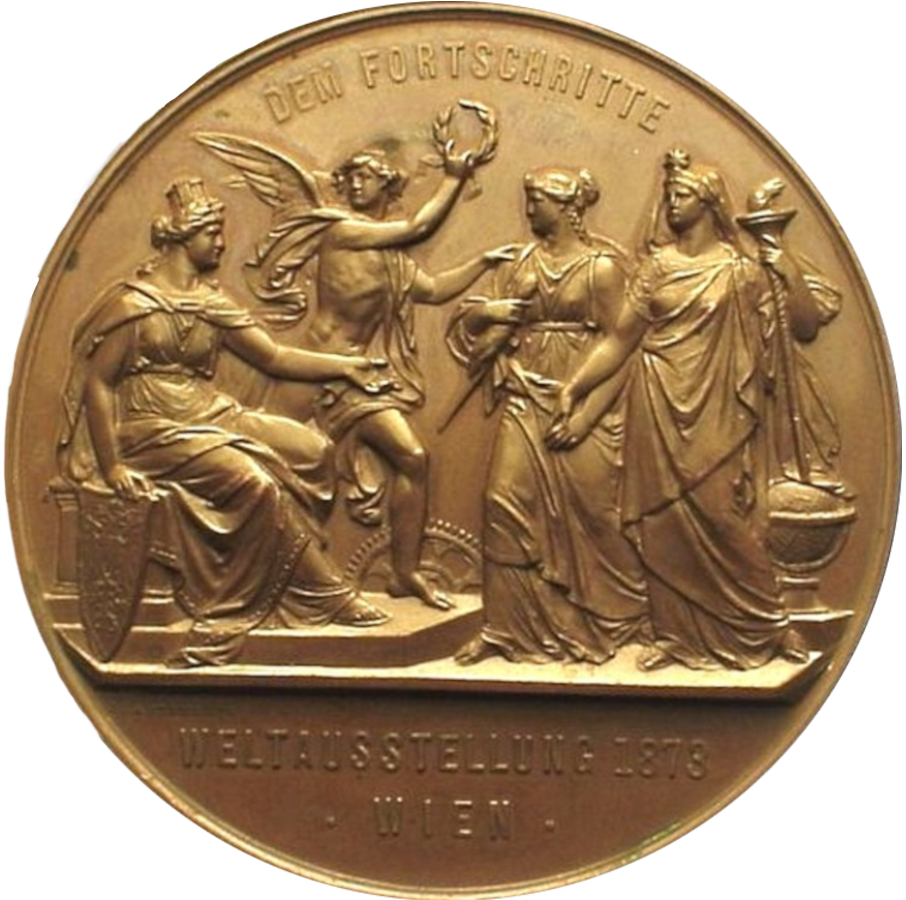
Stollwerck-Medaille Wien 1873

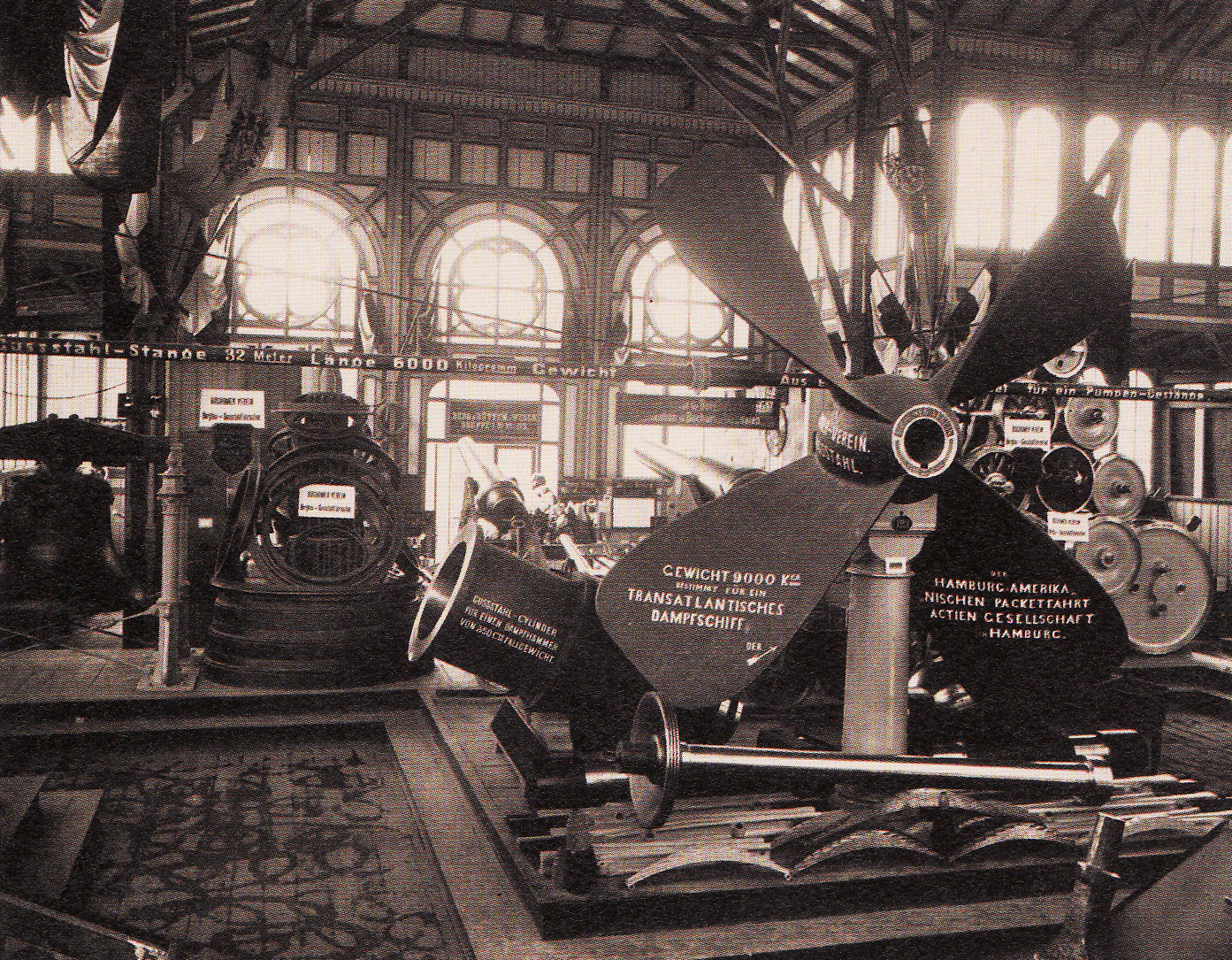
Die Exponate der Bergbau- und Gußstahlfabrikation Bochum, ausgezeichnet mit dem Ehrendiplom

Die Beurteilung von Exponaten in einer Ausstellung und die Verleihung von Medaillen hatte für die Aussteller einen hohen Stellenwert und war gleichzeitig Motivation, als Aussteller mitzuwirken. Die Wiener Unternehmen Lobmeyr, Haas und Thonet begründeten ihren Weltruhm mit der Prämierung ihrer Exponate auf früheren Ausstellungen, ebenso der Kölner Schokoladen- und Zuckerwarenproduzent Franz Stollwerck, der mit einer Medaille prämiert und von Kaiser Franz Joseph von Österreich zum k.u.k. Hoflieferanten ernannt wurde. Die internationale Jury bestand aus 956 Personen. Am 18. August 1873 fand beispielsweise in der Wiener Winterreitschule die feierliche Preisverleihung der Ehrendiplome statt. Die Jury hatte dafür aus ausgestellten Meisterwerken aller teilnehmenden Nationen auf dem Gebiet der Kunst und Industrie 430 Unternehmen ausgewählt.
Insgesamt wurden 25.572 Medaillen vergeben: 8.687 Verdienstmedaillen, 2.929 Fortschrittsmedaillen, 2.162 Medaillen für Mitarbeiter, 977 Kunstmedaillen, 310 für guten Geschmack, 10.166 Anerkennungsdiplome und 441 Ehrendiplome; davon gingen 6.158 an österreichische Aussteller. Die Entwürfe der Medaillen stammen in Gemeinschaftsarbeit vom k. k. Hofmedailleur Josef Tautenhayn mit den Bildhauern Josef Cesar und Rudolf Weyr und dem württembergischen Hofmedailleur Karl Schwenzer.

## Gesellschaft und Politik
Die Ausstellung war auch ein gesellschaftliches Ereignis ersten Ranges und Hintergrund politischer Vereinbarungen. Während der sechs Monate der Ausstellung statteten 33 regierende Fürsten, 13 Thronfolger und 20 Prinzen dem Wiener Hof einen Besuch ab.
Neben Persönlichkeiten aus Österreich-Ungarn, wie Kronprinz Rudolf und Gyula Graf von Andrássy, österreichisch-ungarischer Außenminister, zählten auch die Mitglieder vieler Dynastien und Adelshäuser, unter anderen König Leopold II., König Viktor Emanuel II. von Italien, Karl XV., der preußische Kronprinz Friedrich III, die preußische Kronprinzessin Victoria, Prinz Albert von Sachsen, Prinz Friedrich Wilhelm von Preußen, Albert Eduard, Prince of Wales mit Sohn Prinz Arthur, Kronprinz Friedrich von Dänemark, Fürst Nikolaus I. von Montenegro sowie Diplomaten aus der ganzen Welt zu den Besuchern. Für die kaiserliche Familie waren diese Besuche mit den üblichen zeremoniellen Repräsentionsaufgaben verbunden. Sogar die sonst öffentliche Auftritte scheuende Kaiserin Elisabeth kam ihren Repräsentationspflichten nach.
Auch die Iwakura-Mission besuchte die Weltausstellung und berichtete ausführlich darüber.

### Dreikaiserabkommen
Am 6. Juni 1873 wurde zwischen Kaiser Franz Joseph I. und Zar Alexander II. die Schönbrunner Konvention abgeschlossen. Anlässlich des Besuches von Kaiser Wilhelm I. in Begleitung des Reichskanzlers Graf Otto von Bismarck am 22. Oktober trat auch das Deutsche Reich dem Abkommen bei. Dieser Kontrakt ging als Dreikaiserabkommen in die Geschichte ein.

### Internationaler Patentkongress
Auf Initiative des Kurators Wilhelm Freiherr von Schwarz-Senborn wurde in das Rahmenprogramm ein Kongress aufgenommen, der die anhaltende Debatte des Patentschutzes zum Thema hatte. So fand von 4. bis 8. August 1873 der Internationale Patentkongress zur Erörterung des internationalen Patentschutzes statt. Die Teilnehmer begründeten die überstaatliche Notwendigkeit und einigten sich auf die Grundlagen für ein wirksames und nützliches Patentgesetz.

### Der persische Schah in Wien
Die größte Publikumsattraktion war der Besuch von Naser al-Din, Schah von Persien, der einer Einladung der Ausstellungskommission gefolgt war. 40.000 neugierige Besucher wurden an diesem Tag eingelassen. Der Schah traf mit einem Gefolge von ca. 60 Personen am 29. Juli 1873 in einem „Separathofzug“ am Penzinger Bahnhof ein, wo er feierlich empfangen wurde. Danach wurde er nach Schloss Laxenburg gebracht, wo er während seines Aufenthaltes residierte. Über die Aktivitäten des Schahs während seines Wiener Besuches existieren ausführliche und teils ironische Berichte in historischen Wiener Tageszeitungen. Nach seiner Abreise hinterließ er offene Rechnungen in Wiener Geschäften, insbesondere bei Juwelieren, da Perser gemäß einer Landessitte niemals in Gastländern bezahlten, weil sie dadurch die Gastfreundschaft zu verletzen glaubten. Die Schäden in dem vom Schah und seinem Gefolge bewohnten Schloss Laxenburg waren so beträchtlich, dass dieses renoviert werden musste.

## Fotografie im Weltausstellungsgelände

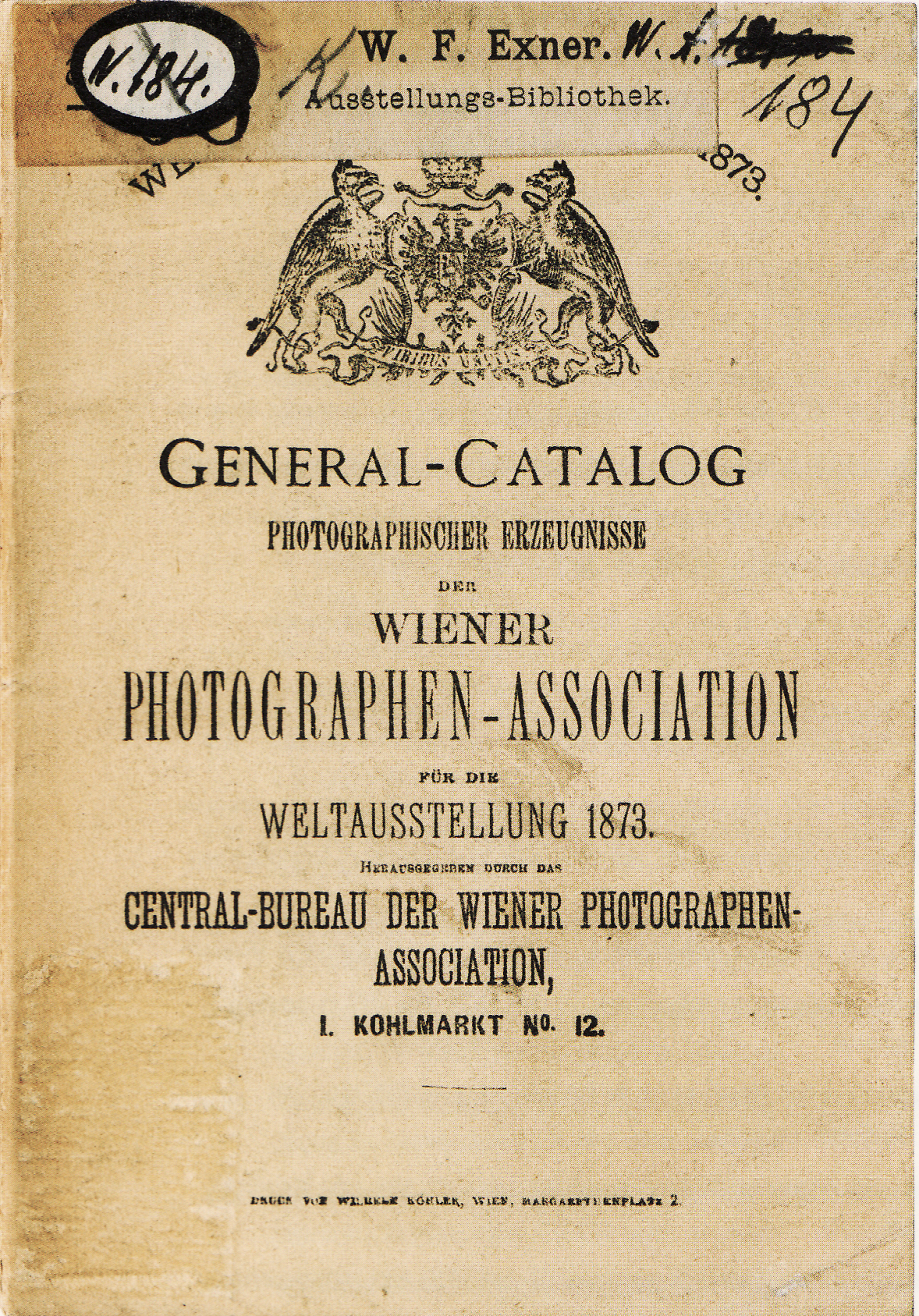
Katalog der Wiener Photographen-Association, 1873

Die Generaldirektion der Wiener Weltausstellung vergab eine Konzession für fotografische Aufnahmen im Weltausstellungsgelände. Die beauftragten Unternehmer Oscar Kramer (technischer Leiter: Gustav Jägermayer), Frankenstein & Comp (technischer Leiter: Michael Frankenstein), J. Löwy (Josef Löwy, technischer Leiter: Max Jaffé) und György Klösz gründeten zu diesem Zweck die „Wiener Photographen-Association“.
Bereits ab 8. Juni 1872 wurde der Baufortschritt am Gelände fotografisch dokumentiert. In einem eigenen Pavillon wurden die Bilder zum Verkauf angeboten. Die gesamte Bildproduktion umfasste etwa 2.200 Aufnahmen. Diese wurden 1874 im „General-Catalog photographischer Erzeugnisse der Wiener Photographen-Association für die Weltausstellung 1873“ veröffentlicht. 1874 trennten sich die Mitglieder und teilten den Bildbestand unter sich auf. 250 dieser Fotografien sind im Technischen Museum in Wien archiviert.

## Probleme während der Ausstellung
Das Dach der Rotunde erwies sich als undicht. Immer wieder strömte das Wasser durch das Dach ins Innere.
Die Arbeiten zur Instandsetzung des Aufzuges im östlichen Querschiff der Rotunde wurden erst am 19. Oktober 1873, zwei Wochen vor Ausstellungsende, beendet. Bei einer Probefahrt war eine der teleskopartig ineinander liegenden Röhren geborsten, worauf der Lift steckengeblieben war.

## Die Rolle des Ausstellungsleiters Schwarz-Senborn

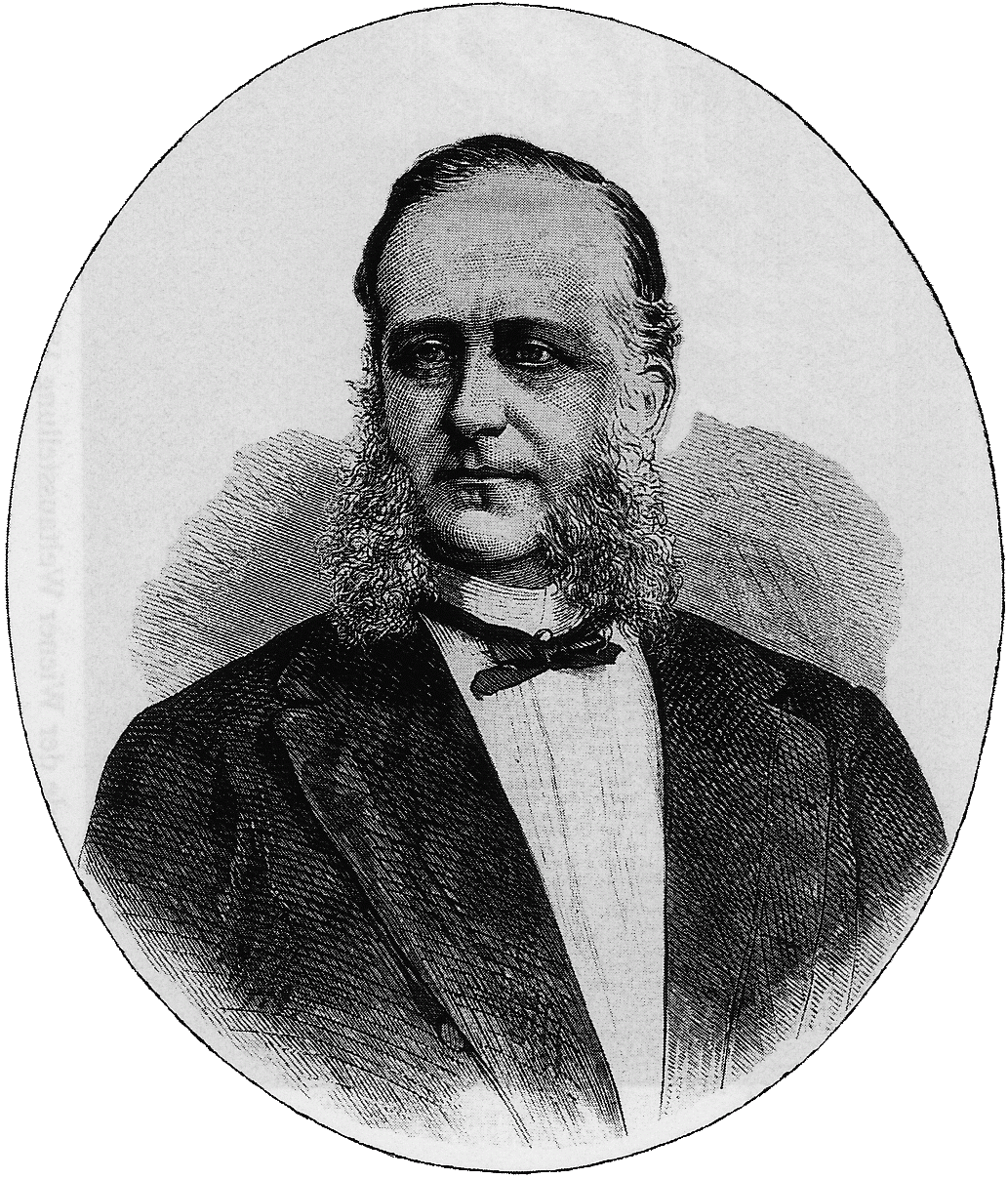
Wilhelm Freiherr von Schwarz-Senborn, um 1870

Wilhelm Freiherr von Schwarz-Senborn erklärte vor der Regierung und dem Reichsrat, die Ausstellung mit einem Budget von sechs Millionen Gulden durchführen zu können, ehe es konkrete Pläne für die Regulierungs- und Bauarbeiten gab. Im Mai 1871 begannen die Vorbereitungen für den Bau des Weltausstellungsgeländes.
Ursprünglich vorgesehene einfache Regulierungsarbeiten am Donauufer beim Wurstlprater mündeten bald in ein Mammutprojekt und ließen die Kosten explosionsartig in die Höhe schnellen. Im Zuge dessen ließ er rücksichtslos die alten Buden schleifen und zwang so die Besitzer, teurere, salonfähige Bauten errichten zu lassen. Ebenso untersagte er Gauklern und Standlern die Betreibung ihrer Geschäftstätigkeit, obwohl sie eine offizielle Genehmigung der Stadt Wien hatten. Schwarz-Senborn wollte mit diesem Schritt für mehr Sicherheit der Weltausstellungsbesucher sorgen. Dies war Anlass für schärfste Kritik von Bürgermeister Cajetan Felder. Gemäß historischen Zeitungsberichten ist es ihm damit gelungen, die Wiener Volksmassen von diesem Gelände zu vertreiben und damit die früher wohlhabenden Praterwirte zu ruinieren. Diese Bauarbeiten beim Wurstlprater in diesem Umfang gehörten nicht zum Aufgabengebiet von Schwarz-Senborn. Mit seinem absolutistischen Führungsstil, alle Aufgaben an sich zu reißen und alles selbst entscheiden zu wollen, hagelte es seit Beginn Kritiken. Der Fortgang der Bauarbeiten verzögerte sich dadurch immer mehr, und bald war auch der Budgetrahmen gesprengt. Das Budget musste nach kurzer Zeit auf 16 Millionen Gulden erhöht werden. So war das Ausstellungsgelände noch lange nach Eröffnungsbeginn eine chaotische Baustelle.
Während der Ausstellung wurde dann die Unübersichtlichkeit des gesamten Geländearrangements und die verwirrende Planlosigkeit in den Ausstellungskatalogen kritisiert.
Der Generaldirektor ging in der Öffentlichkeit mit einer rücksichtslosen Zuversicht an sein Werk heran. Diese bewirkte, dass sich die Erwartungen der Wiener Bevölkerung bezüglich der materiellen Nachwirkungen der Ausstellung zu einer vollständigen Siegesgewissheit steigerten. In diesem Gefühl wurde von kleinen Unternehmern wie Industriellen überspannte Investitionen unternommen, um möglichst an diesem Erfolg partizipieren zu können. Die Enttäuschung trat bereits kurz nach Eröffnung ein. Eine Fülle an unglücklichen Ereignissen, wie schwere Regengüsse Tage vor der Eröffnung, wodurch sich der Prater in ein Sumpfgelände verwandelte, der Wiener Börsenkrach kurz nach Eröffnung und die damit einhergehende Wirtschaftskrise mit zahllosen Unternehmenspleiten sowie eine ausbrechende Choleraepidemie in den Wiener Elendsvierteln, hielt in den ersten Monaten viele Besucher fern. Auch die stetig wachsende Besucherzahl ab September 1873 konnte die Umsatzerwartungen nicht mehr erfüllen.

## Die Rolle der Berichterstattung

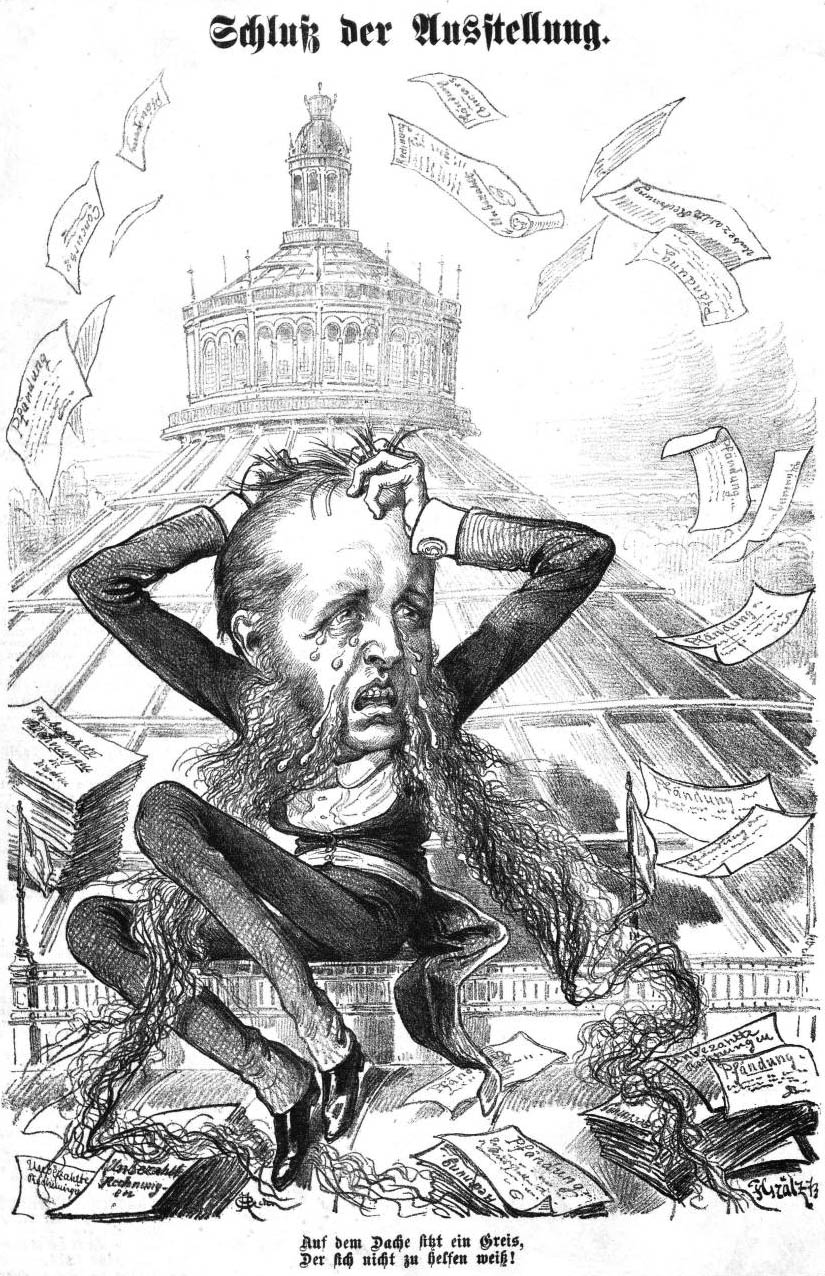
Der Organisator Schwarz-Senborn brauchte für Spott nicht zu sorgen (Oktober 1873)

Mit dem Eintreffen von Schwarz-Senborn in Wien und gleichzeitigem Beginn der Vorbereitungen im Sommer 1871 setzte in nationalen und internationalen Tages- und Wochenblättern ein intensives Interesse an der kommenden Weltausstellung ein. In den Jahren 1872 und 1873 beherrschte das Thema in besonderem Ausmaß die Wiener Tagblätter. Viele Zeitungen druckten regelmäßig Weltausstellungsbeilagen. Die Beilage der „Neuen Freien Presse“ mit dem Titel „Internationale Ausstellungszeitung“ erschien in Zusammenarbeit mit Schwarz-Senborn und weiteren Organisatoren, wie Wilhelm Exner. Damals bereits stand die Berichterstattung der Tagblätter unter dem Einfluss von betriebswirtschaftlichen Überlegungen, also der Auflagensteigerung, hatten daher eher unterhaltenden als kritischen Charakter.
Eine eigene für die Ausstellung gegründete Zeitung, die „Wiener Weltausstellungs-Zeitung“, wartete mit der umfangreichsten Berichterstattung auf. Diese erschien von 18. August 1871 bis Anfang 1873 zweimal wöchentlich und ab 1873 in täglicher Ausführung. Nach dem Ende der Weltausstellung setzte sie ihr Erscheinen unter dem Namen „Internationale Ausstellungszeitung“ fort. Ein weiteres Medium, die „Allgemeine Illustrierte Weltausstellung-Zeitung“ wurde von renommierten Fachleuten mit Beiträgen beliefert sowie von einigen ausländischen Kommissionen als ihr offizielles Mitteilungsblatt betrachtet.
Während der Bautätigkeit wurde ebenso detailliert über den Fortschritt der Arbeiten, wie später über jeden einzelnen Ausstellungstag selbst berichtet. Neben Berichten über ausstellende Unternehmen, Beschreibungen der Waren und Kulturgüter waren die zahlreichen Besucher aus dem Ausland beliebtes Thema. Besonderem Interesse war auch dem Besuch des persischen Schahs und seinem Gefolge gewidmet. Konnten noch vor Beginn der Ausstellung die Medien in zwei Gruppen kategorisiert werden, nämlich die ausstellungsfreundlichen Blätter und die Gegner, so wurde seit Bekanntwerden der Ausmaße des Defizites die kritischen Stimmen in den Medien immer weiter verbreitet.
Überlegungen über Finanzierung und Durchführung einer Weltausstellung wurden besonders in volkswirtschaftlich orientierten Zeitungen thematisiert, und die fehlende Ausstellungsreife der österreichischen Wirtschaft, der unvollendete Ausbau Wiens, der allgemeine Wohnungsmangel, die zu kurze Vorbereitungszeit, die Kostenüberschreitung und nicht zuletzt das autoritäre und willkürliche Handeln von Generaldirektor Schwarz-Senborn standen im Zentrum der Kritik. Mit tiefem Misstrauen begegneten sich die Medien gegenseitig, was die Auswahl der beschriebenen Unternehmen anbelangte. Den Journalisten wurde vorgeworfen, Zeilenhonorare von der Industrie entgegengenommen zu haben. Daneben erschienen auch eine Reihe von Witz- und Karikaturblättern, die nennenswerte Ereignisse rund um die Weltausstellung als Persiflage aufbereiteten. Dies waren unter anderem der „Floh“, der „Kikeriki“ und „Die Bombe“. Auch in der Literatur wurden die Mängel der Ausstellung und der österreichische Bürokratismus, der sie umgab, heftig kritisiert.
Von der damaligen wirtschaftlichen Euphorie vor Beginn der Ausstellung mitgerissen, existierten in Cisleithanien zum Zeitpunkt der Eröffnung bereits 866 verschiedene Blätter, wovon alleine in Wien 355 erschienen. Nach den wirtschaftlichen Turbulenzen im selben Jahr sank die Zahl wieder auf den vorherigen Stand von 616 Stück. Das neu gegründete Blatt vom Gründer der „Presse“, August Zang, „Finanzielle Fragmente“ musste nach der Weltausstellung wegen zu heftiger Polemik sein Erscheinen wieder einstellen, da es von der k.k. Staatsanwaltschaft beschlagnahmt wurde.
Zusammenfassend lässt sich sagen, dass der Materialreichtum der historischen Berichterstattung aus gegenwärtiger Seite eine wichtige Quelle für die Überschaubarkeit der damaligen Ereignisse bietet.

## Fazit der Weltausstellung
Ausgaben in der Höhe von 19.123.270 Gulden standen 4.256.349 Gulden an Einnahmen aus Eintrittskarten und Platzmieten gegenüber. Das aus der Staatskasse finanzierte Defizit betrug somit 14.866.921 Gulden.
20 Millionen Besucher wurden erwartet, jedoch nur 7,25 Millionen haben die Weltausstellung besucht. Der 2. November war der letzte und gleichzeitig mit 139.037 Personen der meistbesuchte Tag der Weltausstellung.

### Kurzfristige und nachhaltige Auswirkungen
Während des Ausstellungszeitraums wurde in den österreichischen, deutschen, französischen und englischen Zeitungen immer wieder von exorbitant hohen Preisen bei der privaten Zimmervermietung, bei den Hoteliers, in der Gastronomie und bei Waren des täglichen Gebrauches berichtet. Der Autor der wöchentlichen Kolumne „Feuilleton“ in der „Wiener Sonn- und Montags Zeitung“ vom 4. Mai 1873 berichtet von einem Fiaker, der für die Fahrt zur Weltausstellung 40 Gulden verrechnete, und entsinnt sich, bei seinem Rundgang durch die Ausstellung in einer Speisekarte ein „Backhuhn“ um etwa 120 Gulden entdeckt zu haben.

#### Entwicklung Wiens

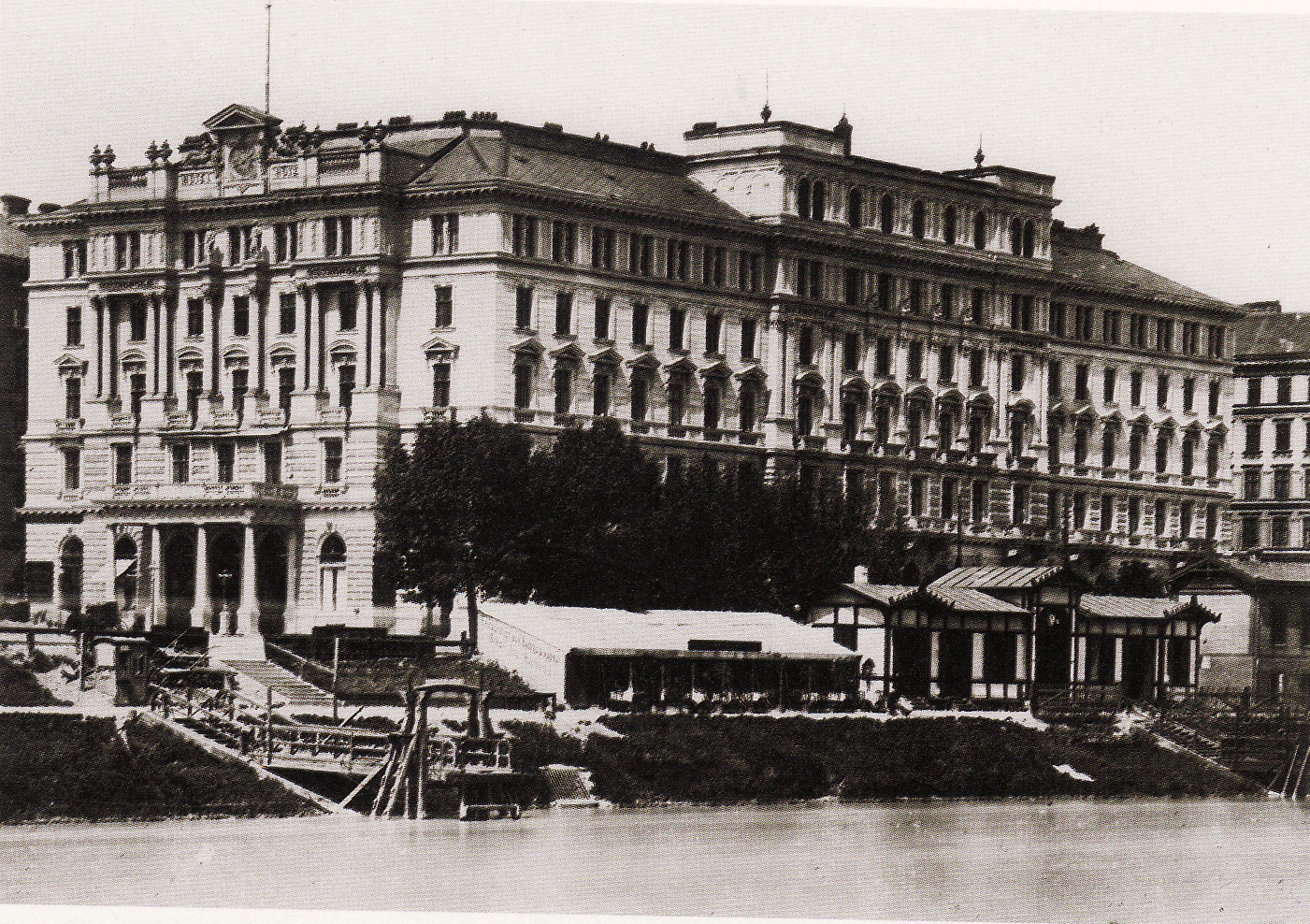
Hotel Metropol, erbaut anlässlich der Weltausstellung 1873

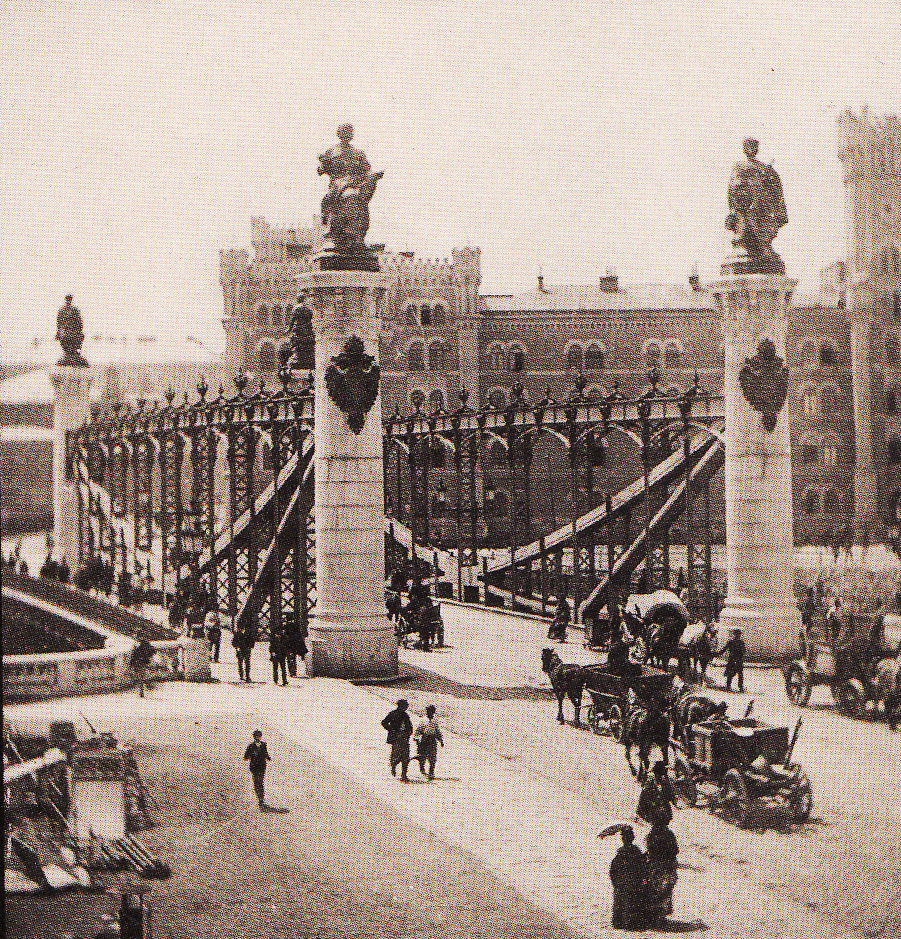
Die neue Augartenbrücke, 1873 eröffnet

Die Ausstellung hatte nachhaltigen Einfluss auf den Urbanisierungsprozess Wiens. Um den erwarteten Besucherandrang bewältigen zu können, wurde von 1868 bis 1873 das Eisenbahnnetz auf mehr als die doppelte Länge erweitert. 1859–1865 war der Neubau des Nordbahnhofs beim Praterstern erfolgt, der für den Ausstellungsaufbau logistische Bedeutung erlangte; eine Stichbahn wurde direkt ins Ausstellungsgelände geführt. Über die Verbindungsbahn (die heutige Schnellbahn-Stammstrecke) konnten auch Züge von West-, Süd- und Ostbahn direkt zum Nordbahnhof geführt werden.
Im gesamten Umfeld wurde das Verkehrsnetz ausgebaut: Vom Praterstern führte die 1872 so benannte Ausstellungsstraße (ab 1. Mai 1873 Wiener Pferdetramwaylinie; seit 2008 verläuft die U-Bahn-Linie U2 in Tieflage unter der Straße) schnurgerade zum Ausstellungsgelände; dessen Hauptportal war von der Prater-Hauptallee durch die zur Rotunde führende Kaiserallee (so der Name bis heute) erreichbar, in deren Nähe die Endstation einer anderen Pferdetramwaylinie eingerichtet wurde. Nord-, Nordwest- und Franz-Josefs-Bahnhof wurden am 1. Mai 1873 durch eine weitere Tramwaylinie verbunden. Vom Norden der Altstadt führte die neue Augartenbrücke, am 6. Juni 1873 für den Verkehr geöffnet, an Stelle einer alten Holzbrücke in den 2. Bezirk.
Eine weitere Entscheidung der Stadtpolitik in Vorbereitung der Weltausstellung war 1868 die erste, 1870–1875 realisierte Donauregulierung, um Überschwemmungen in den eingemeindeten Vorstädten und im Prater zu verhindern. Das neue Bett des Hauptstroms der Donau, nordöstlich knapp neben dem Ausstellungsgelände, wurde zwar erst 1875 in Betrieb genommen, war aber auf Plänen des Geländes bereits wie fertig eingezeichnet. Die neu geschaffene rechte Uferkante (heute Handelskai und Donauuferbahn) sicherte das Gelände vor Überschwemmungen. Die Personenschifffahrt fand im Weltausstellungsjahr aber noch auf der heutigen Alten Donau, dem damaligen Hauptstrom, und im Donaukanal (siehe unten) statt.
Noch während der Weltausstellung, am 24. Oktober, konnte die I. Wiener Hochquellenwasserleitung, zu deren Bau man sich aufgrund wiederholter, durch verschmutztes Wasser verursachter Krankheiten entschloss, von Kaiser Franz Joseph I. beim Hochstrahlbrunnen beim Schwarzenbergplatz feierlich eröffnet werden.
Das Ausstellungsgelände wurde mit Fahrwegen und großzügigen Wagenabstellplätzen erschlossen. Straßennamen wie Ausstellungsstraße, Perspektivstraße, Rotundenallee, Zufahrtsstraße, Südportalstraße und Nordportalstraße weisen noch heute darauf hin. Im Prater wurden alte, desolate Buden geschleift und durch neue Häuser ersetzt. In der Kärntner Straße, der Hauptstraße der Altstadt, sorgte die Kommunalverwaltung 1872 für einen haltbaren, lärmdämpfenden Straßenbelag aus „bituminösem Kalkstein“, um ein attraktives, großstädtisches Stadtbild zu bieten. Dieses Asphaltpflaster war der erste erfolgreiche Versuch, einen dauerhaften Straßenbelag zu erzeugen.
Die österreichische Donau-Dampfschifffahrts-Gesellschaft eröffnete einen Linienschiffsverkehr mit sechs „Dampfomnibussen“ auf dem Donaukanal. Diese verkehrten von der Sophienbrücke (der heutigen Rotundenbrücke) und vom Karlskettensteg über Nußdorf flussaufwärts nach Korneuburg. Wegen mangelnder Rentabilität wurde diese Verbindung nach Ende der Weltausstellung wieder eingestellt. Das gleiche Schicksal ereilte die Leopoldsbahn und einige Straßenbahnlinien in den Prater, die aus Anlass der Weltausstellung gebaut wurden.
Insgesamt wurde der Bauboom, der in Wien mit dem Abriss der Stadtmauer ab 1858 und dem Bau der Wiener Ringstraße, 1865 eröffnet, begonnen hatte, in Zusammenhang mit dem Weltausstellungsprojekt unvermindert fortgesetzt. Einige Vorhaben, wie die Donauregulierung (siehe oben) oder der Bau der Kahlenbergbahn auf den Wiener Aussichtsberg, konnten erst nach 1873 fertiggestellt werden. Das Weltausstellungsjahr trug jedenfalls zur beschleunigten Entwicklung Wiens zu einer internationalen Metropole des Industriezeitalters wesentlich bei.

#### Kontakte und Handelsbeziehungen
Die Exposition der Länder des Orients und des Fernen Ostens waren ein erster und durchaus gelungener Versuch, ein lebendiges Bild von Land, Kultur und Wirtschaftsgütern zu vermitteln. In der Weltausstellung entstand reger Austausch unter den teilnehmenden Nationen, und in dieser Zeit wurden zahlreiche Handelskontakte geknüpft.

#### Sammlungen und Museumsgründungen
Schwarz-Senborn gründete bereits im Jahr 1872 mit Unterstützung von Erzherzog Rainer das „Athenaeum“. Schwarz-Senborn ließ für sein Institut ganze kunstgewerbliche Kollektionen für Untersuchungen der Rohstoffe und Bearbeitungsmethoden sammeln. Die beiden Mitteilungen des Athenaeums enthalten umfangreiche Listen aller Spenden, Bücher und Warenmuster, darunter auch 13 auf der Weltausstellung präsentierte Kollektionen, die zum Teil von privaten Sammlern abgegeben wurden. Als Schulungs- und Ausstellungsgebäude sollte einerseits ein Bau in der Gumpendorfer Straße adaptiert werden, andererseits wurde dem Athenaeum ein Holzgebäude von der Ausstellung sowie der russische Kaiserpavillon gespendet, die für das Institut verwendet werden sollten. Nach der Entsendung Schwarz-Senborns in die USA wurde das Athenaeum aufgelöst.
Nach dem Ende der Weltausstellung kam es zu Streitigkeiten zwischen Wilhelm Schwarz-Senborn, dem Niederösterreichischen Gewerbeverein, dem Handelsminister Anton von Banhans und weiteren Beteiligten über die zukünftige Verwendung der Ausstellungsobjekte. Der „Niederösterreichische Gewerbeverein“ mit Wilhelm Exner als Ausstellungsexperten bereitete lange die Gründung des Technologischen Gewerbemuseums vor. In dem Ausstellungskonzept waren ursprünglich die Exponate des „Athenaeum“s vorgesehen. Exner suchte die Zusammenarbeit mit Handelsminister Anton von Banhans und erreichte die Überführung der von der Ausstellung übrig gebliebenen Objekte in die Sammlung des Gewerbemuseums.
Aus Anlass der Additionellen Ausstellung wurde die Idee zur Gründung eines österreichischen Museum für technische Entwicklungen und Erfindungen gelegt. Die an der Organisation der Weltausstellung beteiligten Wilhelm Exner und Franz Migerka sowie weitere engagierte Ausstellungsteilnehmer wie der Industrielle Arthur Krupp gehörten zu den treibenden Kräften bei der Ausführung dieser Idee. Im Jahr 1918 erfolgte die Eröffnung des Technischen Museums für Industrie und Gewerbe in Wien.
Aufgrund wertvoller entstandener kultureller Beziehungen mit den orientalischen Ausstellerländern konstituierte sich im Pavillon Cercle Oriental des Emil Hardt in der orientalischen Abteilung der Weltausstellung das „Comité für den Orient und Ost-Asien“. Bereits während der Weltausstellung sammelten die Mitglieder Rohstoffe, Handelswaren und Kunstgegenstände aus dem ostasiatischen Raum. Im Jahre 1874 gründete das Comité das „Orientalische Museum“ und brachte die Sammlung in den Bestand ein. Das Orientalische Museum wurde 1886 in „Österreichisches Handelsmuseum“ umbenannt. Als dessen Direktor Arthur von Scala 1897 abtrat, um die Leitung des „Museums für Kunst und Industrie“ (heute Museum für angewandte Kunst) zu übernehmen, wechselte ein großer Teil der Sammlung mit ihm. Seither konzentrierte sich das Handelsmuseum vermehrt auf Handelskontakte. 1898 wurde die Einrichtung um eine „Exportakademie“ erweitert. Orientalische und kunstgewerbliche Waren wurden 1907 an das „Museum für Kunst und Industrie“, an die „Anthropologisch-Ethnographische Abteilung des k. k. Naturhistorischen Hofmuseums“ (heute „Weltmuseum Wien“) und an das „Technische Museum Wien“ abgegeben. Mit der Auflösung der Exportakademie 1922 wurde die verbliebene Warensammlung an das „Institut für Technologie“ der „Hochschule für Welthandel“, die heutige „Wirtschaftsuniversität Wien“, übergeben.

## Weitere Nutzung des Geländes

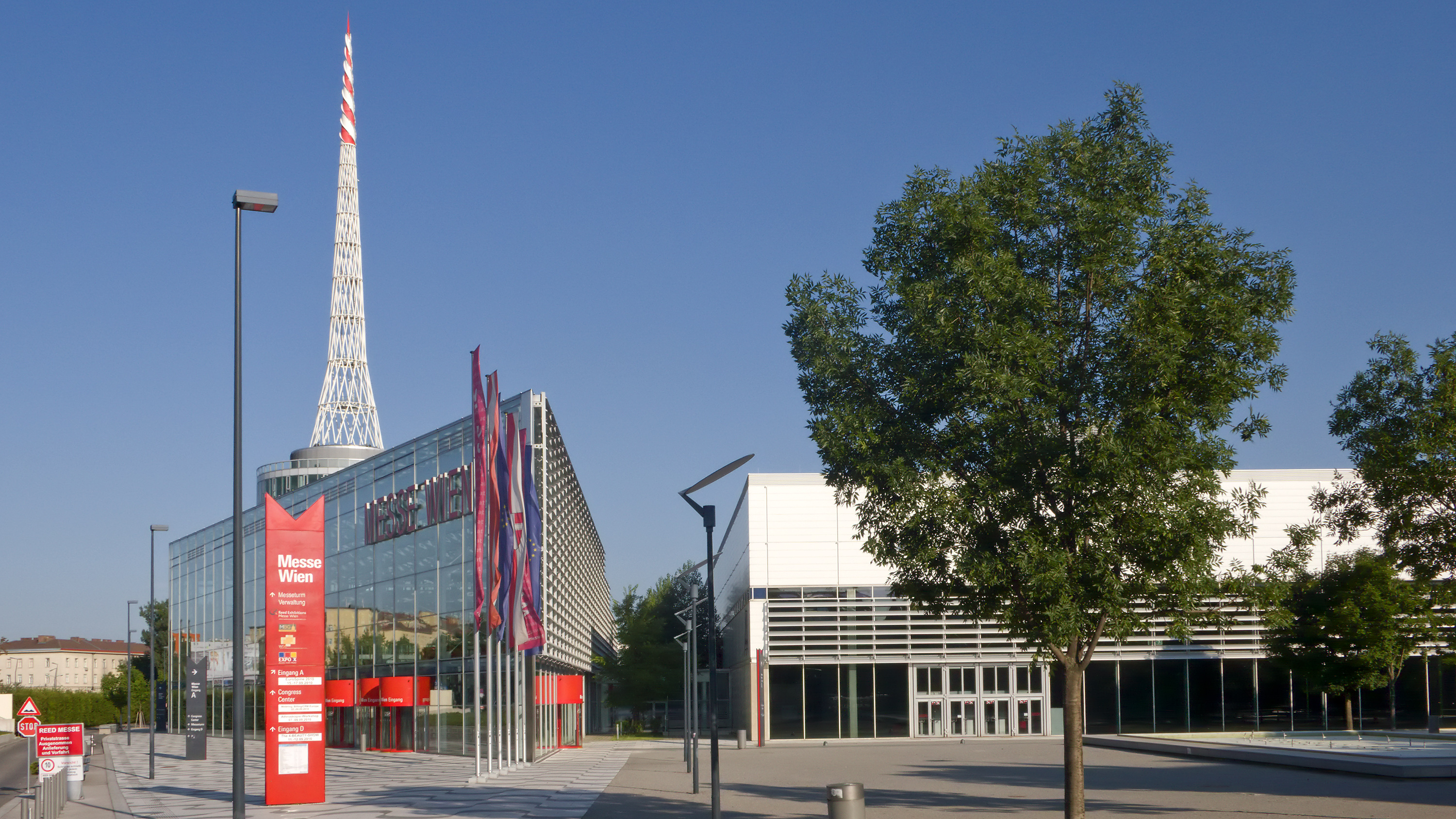
Messe Wien, Westseite

Kurz nach Ende der Weltausstellung hatte man bereits mit der Demolierung der Gebäude begonnen. Übrig blieben vorerst die Rotunde, die Maschinenhalle und der Nördliche und Südliche Pavillon für Kunst. Die Maschinenhalle wurde als Lagerhalle weiterverwendet. In einem Zeitungsartikel von 1923 wird von den beiden Pavillons für Kunst berichtet, die als Ateliers in Verwendung sind. Der Nördliche Pavillon wurde im Zweiten Weltkrieg zerstört und mit veränderter Fassade neu errichtet. Der Südliche Pavillon ist bis heute erhalten, beide werden als Bildhauerateliers des Bundes genutzt. Das renovierungsdürftige Gebäude befindet sich zwischen der Trabrennbahn Krieau, die 1878 eröffnet wurde, und dem Ernst-Happel-Stadion. Die heute als Konstantinhügel bekannte Bodenerhebung entstand während der Bauphase aus aufgeschüttetem Aushubmaterial.
Die Rotunde konnte nach der Ausstellung aus finanziellen Gründen nicht mehr, wie ursprünglich vorgesehen, abgetragen werden, weshalb sie weiterhin für kommerzielle Veranstaltungen und Ausstellungen genutzt wurde. Nach 64-jähriger Nutzung fiel die Rotunde am 17. September 1937 einem Großbrand zum Opfer.

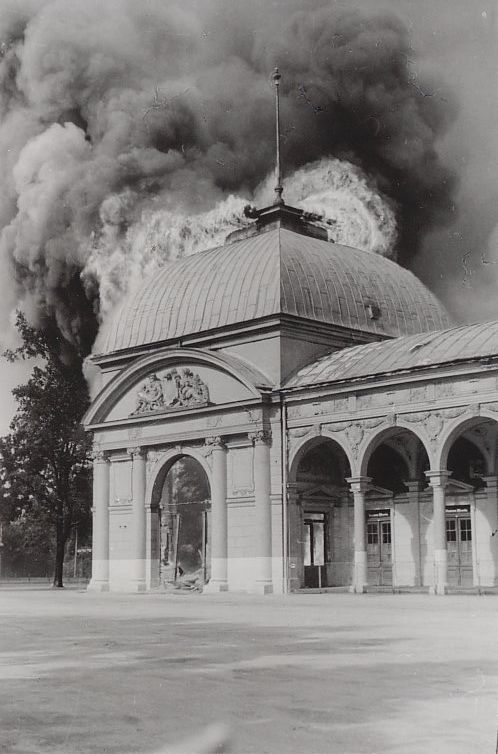
Brand der Rotunde 1937

Auf dem südöstlichen Drittel des Weltausstellungsgeländes eröffnete 1878 die Trabrennbahn Krieau.
Die nordwestlichen zwei Drittel des Weltausstellungsgeländes wurden von 1921 bis um 2000 als Messegelände von der Messe Wien genutzt und waren jahrzehntelang vor allem durch die regelmäßigen Frühjahrs- und Herbstmessen (allgemeine Messen ohne spezielles Thema) stark besucht. Diverse Unternehmen errichteten dazu eigene Pavillons auf dem Gelände. Bis 2004 wurden dann auf dem nördlichen Drittel, im Eigentum der städtischen Messe-Besitzgesellschaft, von dieser mit Mitteln der Stadt Wien (ca. 190 Millionen Euro) vier neue Messehallen und ein Messe-Kongresszentrum errichtet. Als Pächter sind nun die Reed Messen, ein internationaler Messebetreiber, für die Bespielung verantwortlich; seit 2008 ist die neue Messe Wien über die U-Bahn-Stationen Messe-Prater und Krieau erreichbar.
Auf dem westlichen Drittel wurde 2013 nach vier Jahren Bauzeit der neue Campus der Wirtschaftsuniversität Wien eröffnet. 2015 wurde auf dem westlichsten Teilstück des einstigen Areals das neue Gebäude der Sigmund-Freud-Privatuniversität eröffnet.
Die große Kreuzung der ehemaligen südlichen Zufahrt zur Rotunde bzw. zum Messegelände, der Kaiserallee, mit der den Südrand des WU-Geländes begrenzenden Südportalstraße wird seit etwa 2007 auf Stadtplänen, auch auf dem elektronischen der Stadtverwaltung, als Rotundenplatz bezeichnet.

## Bauliche Relikte der Weltausstellung 1873

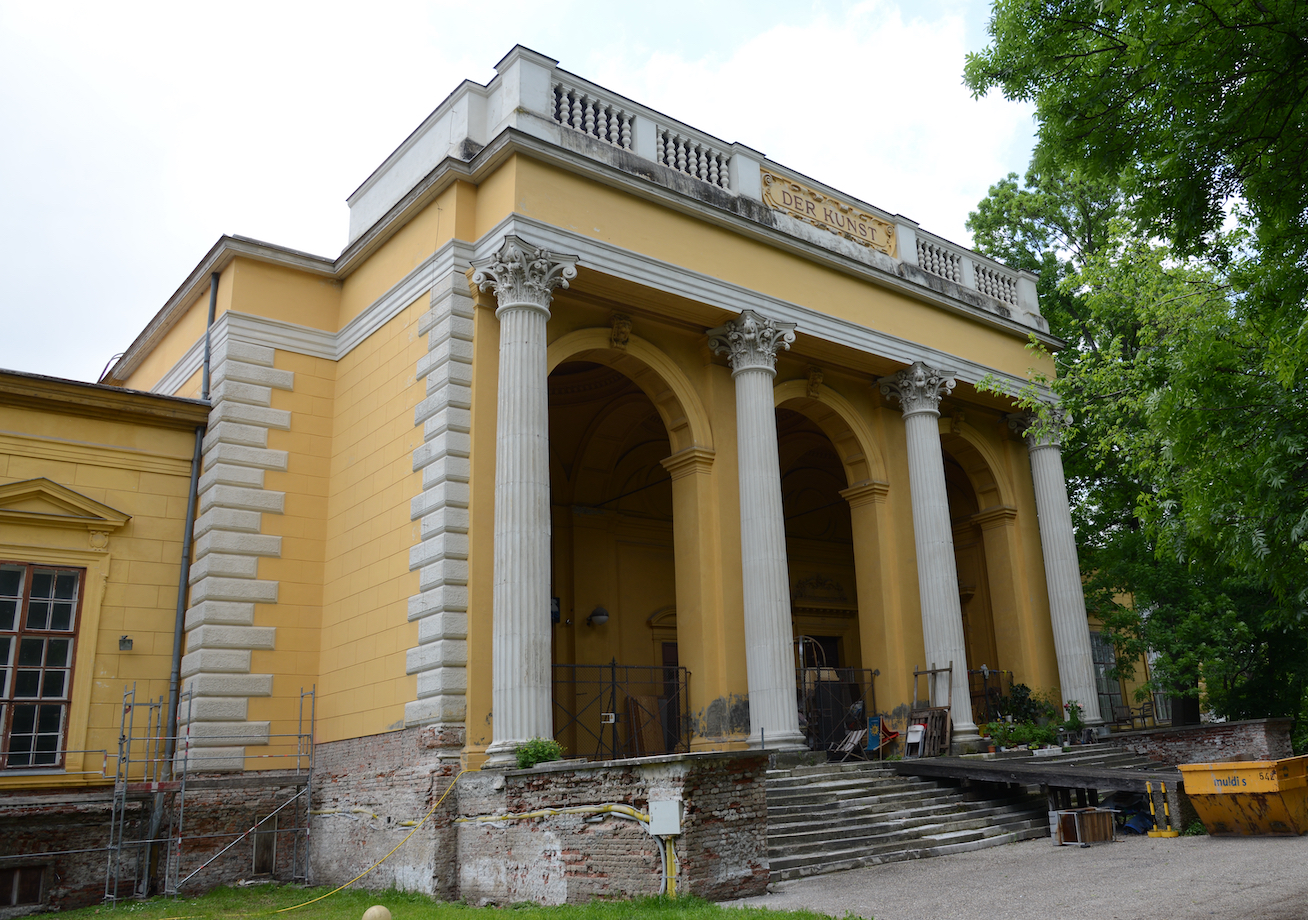
Praterateliers, Südlicher Pavillon, 2023

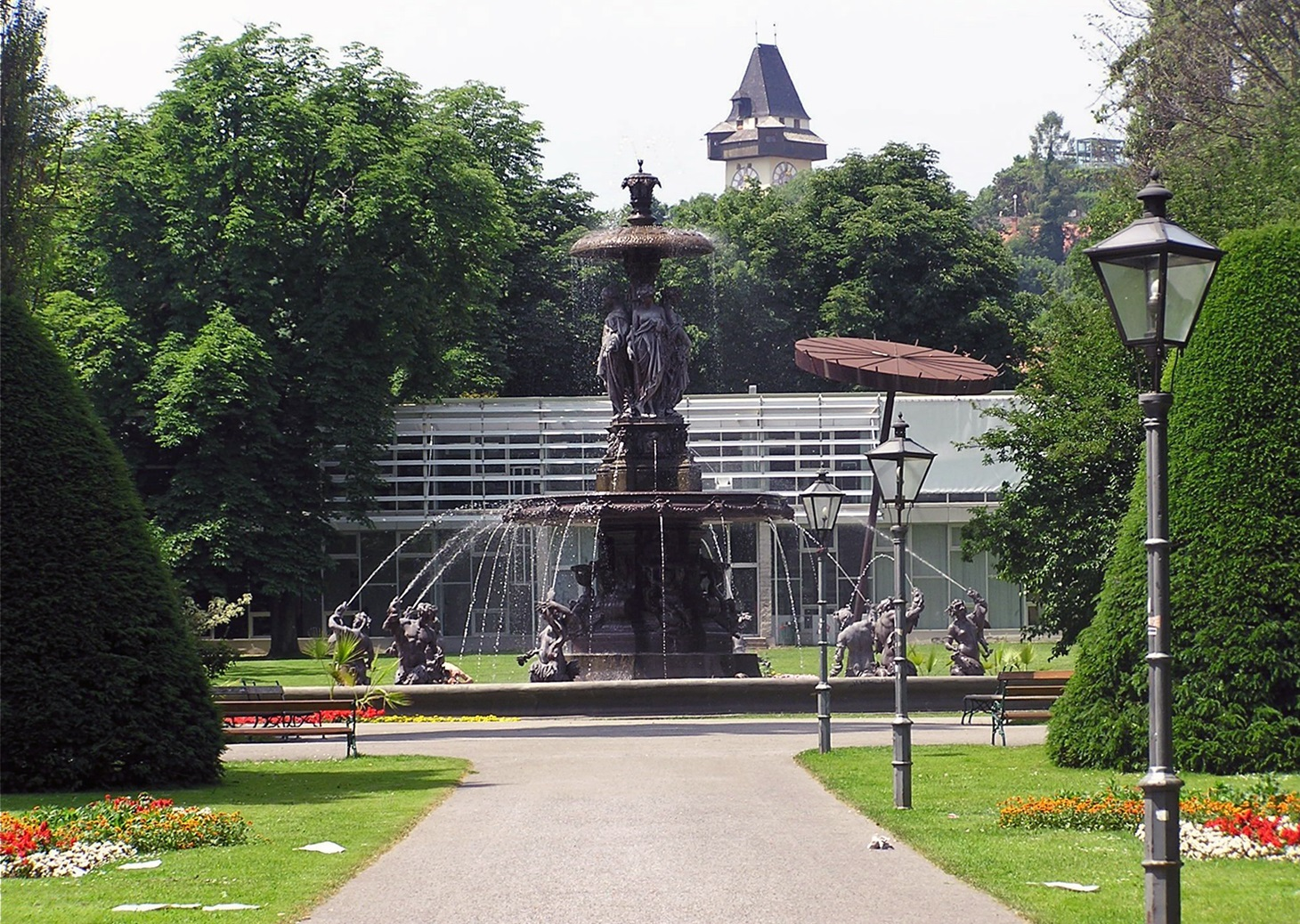
Der ehemals im Zentrum der Rotunde befindliche Kaiser-Franz-Joseph-Brunnen wurde in den Grazer Stadtpark transloziert

Nur wenige bauliche Elemente der Weltausstellung 1873 haben sich erhalten.
- Von der Größe her am beeindrucktendsten sind die beiden zwischen der Trabrennbahn Krieau und dem Ernst-Happel-Stadion befindlichen ehemaligen Pavillons des amateurs, in denen während der Ausstellung Kunst präsentiert worden war. Die Planung der Pavillons wird Carl von Hasenauer, dem Chefarchitekten der Wiener Weltausstellung von 1873, zugeschrieben. Nachdem Kaiser Franz Joseph die Nachnutzung als Bildhauer-Ateliers genehmigt hatte, werden sie bis heute von Künstlern als sogenannte „Praterateliers“ genutzt. Der Nordpavillon wurde im Zweiten Weltkrieg durch einen Bombentreffer zerstört und dann verändert wieder aufgebaut. Der Südpavillon ist weitgehend im Originalzustand erhalten.[55]

- An der Prater Hauptallee befindet sich der ehemalige American Pavillon der Weltausstellung, der heute als „Holzdorfers Meierei“ firmiert und als Café-Restaurant mit Biergarten genutzt wird. Die Bezeichnung „Meierei“ geht auf die einstige Nachnutzung des Pavillons als Milchausschank-Lokal zurück. Ab 1924 bot dort die Wiener Molkerei Milch und saure Milch an. 1941 erwarb der legendäre Praterunternehmer Fritz Holzdorfer den Pavillon, setzte den Milchausschank noch eine Zeitlang fort und erweiterte nach und nach das gastronomische Angebot. In weiterer Folge wurde das Lokal von seinen Nachfahren, die den Pavillon um seitliche Zubauten erweiterten, weitergeführt.[55]

- Ein kleiner Pavillon, der vom Wiener Weltausstellungsgelände zunächst in einen privaten Garten im Wiener Stadtteil Döbling übernommen worden war, befindet sich seit 1999 im Schulgarten Kagran und wird dort als „Hochzeitspavillon“ genutzt.[55]

- Ein Mosaik ziert den zwischen den Wiener Gebäuden Stubenring 3 und 5 befindlichen Wiener Minervabrunnen. Es befand sich einst an einem Weltausstellungsgebäude und wurde nach der Ausstellung dorthin übertragen.[55][56]

- Im Zentrum des Kuppelsaals der Rotunde befand sich ursprünglich der reichlich mit Skulpturen verzierte Kaiser-Franz-Joseph-Brunnen. Er wurde nach der Weltausstellung von der Stadt Graz erworben und sodann in den Grazer Stadtpark transloziert.[55][57]

### Zeitgenössische Zeitungen
- Wiener Weltausstellungs-Zeitung. Central-Organ für die Weltausstellung im Jahre 1873 (18. August 1871 bis 31. Dezember 1873)
  - Von der Österreichischen Nationalbibliothek digitalisierte Ausgaben: Wiener Weltausstellungs-Zeitung (18. August 1871 bis 31. Dezember 1873); Internationale Ausstellungs-Zeitung (4. Jänner 1874 bis 19. November 1875) (online bei ANNO).
- Internationale Ausstellungs-Zeitung (Beilage der Neuen Freien Presse) (1. Mai bis 30. September 1873) {{ANNO{iaz|||1873}}